# Bullet Club
Bullet Club (バレットクラブ Barettokurabu?), estilizado en mayúsculas como BULLET CLUB y a veces acortado como BC, es un grupo de lucha libre profesional que aparece principalmente en la promoción japonesa New Japan Pro-Wrestling (NJPW). En Estados Unidos, el grupo aparece actualmente en los episodios del programa NJPW Strong, así como en las promociones asociadas estadounidenses Total Nonstop Action Wrestling y All Elite Wrestling.
El grupo se formó en mayo de 2013, cuando el luchador irlandés Prince Devitt traicionó a su socio Ryusuke Taguchi y se unió junto con el luchador estadounidense Karl Anderson y los luchadores Tonganos Bad Luck Fale y Tama Tonga para formar un stable heel de extranjeros, que posteriormente denominaron "Bullet Club". Antes de fin de año, al stable también se unieron otros tres estadounidenses; The Young Bucks (Matt Jackson y Nick Jackson) y Doc Gallows. Luchadores de la promoción mexicana Consejo Mundial de Lucha Libre (CMLL) también trabajaron en giras de NJPW como miembros del Bullet Club, lo que llevó a la formación de un subgrupo llamado Bullet Club Latinoamérica en el CMLL en octubre de 2013. A finales de 2013, Bullet Club consiguió tanto el Campeonato Peso Pesado Júnior de la IWGP, como el Campeonato en Parejas Peso Pesado Júnior de la IWGP, al mismo tiempo que habían conquistado tres de los cinco torneos anuales de NJPW. El stable marcó un punto de inflexión importante para la carrera de Devitt, desde hace mucho tiempo un favorito de los fanes, quien comenzó su ascenso fuera de la división peso pesado júnior y entró a la escena titular del Campeonato Peso Pesado de la IWGP.
En abril de 2014, Devitt dejó NJPW y fue sustituido por el luchador estadounidense A.J. Styles. Al mes siguiente, Bullet Club recibió a su primer miembro japonés cuando Yujiro Takahashi se unió y ayudó a Styles a ganar el Campeonato Peso Pesado de la IWGP. El siguiente mes de junio, los miembros del Bullet Club también ganaron el Campeonato Intercontinental de la IWGP y el Campeonato de Peso Abierto NEVER, lo que significó que el grupo ahora tenía en su poder todos los títulos que NJPW tenía para ofrecer. Cuando NJPW añadió un séptimo título, el Campeonato en Parejas de Peso Abierto 6-Man NEVER, en el inicio de 2016, y un octavo título, el Campeonato Peso Pesado de los Estados Unidos de la IWGP, en julio de 2017, Bullet Club también los ganó rápidamente. Hasta la fecha, son los primeros de tres stables (siendo los otros Chaos y Taguchi Japan) que han ganado todos los campeonatos disponibles en NJPW. También consiguieron todos los campeonatos masculinos actualmente activos en ROH (Mundial, Televisivo, Mundial en Parejas y de Seis-Hombres). El stable continuó añadiendo miembros, más notablemente al canadiense Kenny Omega, que se hizo cargo de liderar el Bullet Club a principios de 2016, cuando Styles, Anderson y Gallows se fueron de NJPW a WWE, con este trío apareciendo en la WWE como "The O.C.", en referencia al grupo. A principios de 2018, Gallows y Anderson se reunieron con Devitt (bajo el nombre de Finn Bálor), formando el "Bálor Club", también en referencia al grupo. Después de una división entre las facciones 'Elite' y 'OG' dentro del grupo, Omega, Cody (Rhodes) y The Young Bucks abandonaron silenciosamente el grupo en octubre de 2018. La facción ahora está liderada por los tonganos y el nuevo recluta Jay White.

## Concepto
Bullet Club fue concebido por New Japan Pro-Wrestling (NJPW) a principios de 2013, después de una respuesta positiva de un fan a una historia donde Prince Devitt traiciona a su antiguo compañero de equipo Ryusuke Taguchi para formar una asociación Heel con Bad Luck Fale . Originalmente, Devitt y Fale fueron programados para seguir como un dúo, pero la historia fue alterada con ellos en vez viene junto con Karl Anderson y Tama Tonga para formar un stable cuyos miembros eran exclusivamente gaijin (extranjero). A Devitt se le ocurrió el nombre de Bullet Club, que era en referencia a su "arma del dedo" (gesto con la mano)  y el apodo "real Shooter" y el apodo de Anderson, "The Machine Gun". En el nombramiento del grupo, Devitt ha declarado que específicamente no quería que la palabra "El" estuviese delante del nombre, o que el nombre consistiere de solo tres letras.  Otros nombres considerados para el grupo incluyen "Bullet Parade" y "Bullet League". En mayo de 2016, la marca de Bullet Club es propiedad de NJPW. Detrás de cámaras, los cuatro miembros fundadores del Bullet Club eran mejores amigos y compañeros de viaje.
El grupo ha sido comparado con el stable de World Championship Wrestling, New World Order (nWo). Como una manera de rendir homenaje a la nWo, los miembros del Bullet Club comenzaron a utilizar el gesto "Too Sweet" en la mano. El gesto, también conocido como el "Lobo Turco", supuestamente ha sido utilizado por Anderson y Devitt detrás de cámaras desde 2006. En marzo de 2015, WWE presentó una solicitud de marca registrada para el gesto de la mano. Algunos, incluyendo a Matt y Nick Jackson, sugirieron que esto se hizo debido a la popularidad de Bullet Club. La solicitud fue abandonada en última instancia por la WWE. En agosto de 2015, después de que Devitt se unió a la WWE como "Finn Bálor", WWE liberó mercancía de "Balor Club" con similitudes a la mercancía del Bullet Club. WWE reconoció al Bullet Club en la primera semana de enero de 2016, cuando se hablaba de los rumores acerca de los miembros del stable firmando con la promoción, lo cual precede al debut de A.J. Styles en la WWE como un participante del Royal Rumble 2016. En abril de 2016, el antiguo equipo del Bullet Club Luke Gallows & Karl Anderson debutó en WWE, con sus antecedentes de NJPW de nuevo siendo reconocido por la compañía, formando con el tiempo "The O.C." junto con Styles.
El miembro fundador de nWo Kevin Nash ha alabado al Bullet Club como una versión más atlética de nWo, afirmando que hay un respeto mutuo entre los dos stables, y pasando de manera informal la antorcha de su stable al Bullet Club. Jeff Jarrett, quien ha representado tanto al Bullet Club y a nWo, ha mencionado a la habilidad en el ring como la diferencia principal entre los dos stables, afirmando que "el Bullet Club está fuera de los rangos, campana a campana más talentoso". El exluchador de NJPW Matt Bloom ha declarado que la popularidad del Bullet Club ayudó a la promoción a convertirse en una empresa global.
Las luchas de los miembros del Bullet Club frecuentemente involucran la interferencia externa excesivas, ref bumps y otras tácticas, que son más comunes en la lucha libre profesional estadounidense y rara vez se ven en el japonés puroresu, incluso en luchas involucrando otros actos malvados. Este desprecio por las tradiciones y la cultura japonesa consiguió que el stable llegará a un nivel superior como heels. Bullet Club ha ganado una gran cantidad de popularidad en todo el mundo, especialmente entre los fanáticos de la lucha profesional estadounidense. En marzo de 2016, la camiseta original con el logo del "Bone Soldier" fue la camiseta más vendida en la tienda Pro Wrestling Tees, superando a los mejores luchadores independientes y veteranos de la WWE afiliados con el sitio. La popularidad del Bullet Club en los Estados Unidos ha llevado a que los miembros del grupo trabajen como los favoritos de los fanes en eventos realizados en el país.

## Historia

### Formación y liderazgo de Prince Devitt (2013-2014)

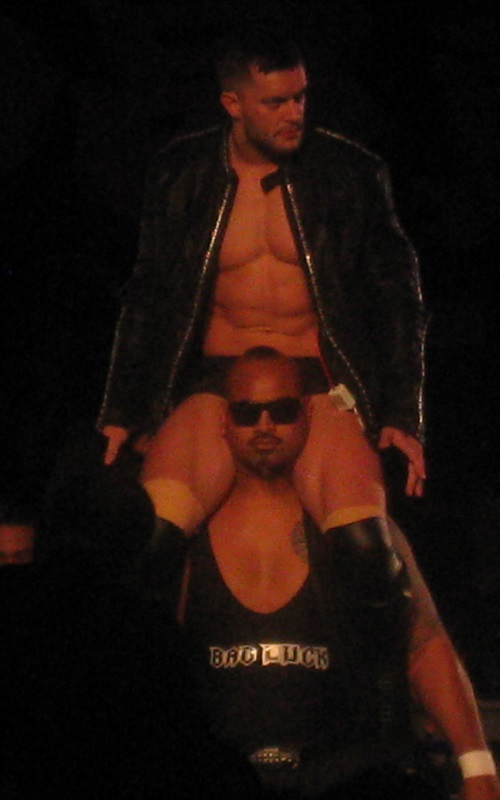
Prince Devitt, líder original y fundador del Bullet Club, sobre los hombros de Bad Luck Fale

El 3 de febrero de 2013, el Campeón Peso Pesado Júnior de la IWGP Prince Devitt cubrió por la cuenta de tres al Campeón Peso Pesado de la IWGP Hiroshi Tanahashi en una lucha por equipos, donde Devitt y Karl Anderson se enfrentaron a Tanahashi y al compañero de Devitt desde hace mucho tiempo del equipo Apollo 55, Ryusuke Taguchi. Esto llevó a una lucha entre Devitt y Tanahashi para el 3 de marzo en el NJPW 41th Anniversary Event. Aunque el título de ninguno de los dos estaba en juego, Tanahashi se comprometió a renunciar al Campeonato Peso Pesado de la IWGP en el caso de que Devitt saliera victorioso. Después de derrotar a Devitt, Tanahashi fue a ayudar a su oponente a ponerse de pie, pero fue empujado lejos por el decepcionado Campeón Peso Pesado Júnior. Las siguientes semanas, Devitt comenzó a actuar como una persona más arrogante y malvada, faltando el respeto regularmente tanto a compañeros de equipo como adversarios, con la excepción de Ryusuke Taguchi, con quien trató de mantener su amistad a pesar de la nueva actitud. Sin embargo, esto cambió el 7 de abril en el evento Invasión Attack, cuando Devitt atacó a Taguchi, después de que los dos fallaran en recuperar el Campeonato en Parejas Peso Pesado Júnior de la IWGP de los Time Splitters (Alex Shelley & Kushida). Durante el ataque, Devitt fue ayudado por King Fale, quien hacia su regreso a NJPW y no solo atacó a Taguchi, sino también a los Time Splitters y al Captain New Japan, quien Devitt procedió a desenmascarar. Tras el ataque, Devitt tomó un micrófono, presentó a Fale como su nuevo "bravucón", y le dio el nuevo nombre de "The Underboss" Bad Luck Fale y apodándose a sí mismo como el "Real Rock 'n' Rolla". En el siguiente evento, Wrestling Dontaku el 3 de mayo, Devitt y Fale hicieron equipo por primera vez para derrotar a Taguchi y al Captain New Japan en una lucha por equipos. Más tarde en el mismo evento, Devitt y Fale ingresaron al ring para atacar al entonces excampeón Peso Pesado de la IWGP Hiroshi Tanahashi, después de que este derrotó a Karl Anderson en una lucha individual. Anderson fue invitado a participar del ataque teniendo al comienzo dudas, pero luego comenzó a golpear a Tanahashi, atacándolo con su Gun Stun. Además, Tama Tonga quien hacia su regreso se unió al ataque, ya que durante las últimas dos semanas había estado asociado con Anderson. En una entrevista posterior a la lucha, los cuatro luchadores anunciaron la formación de un stable completo de gaijins llamado "Bullet Club".

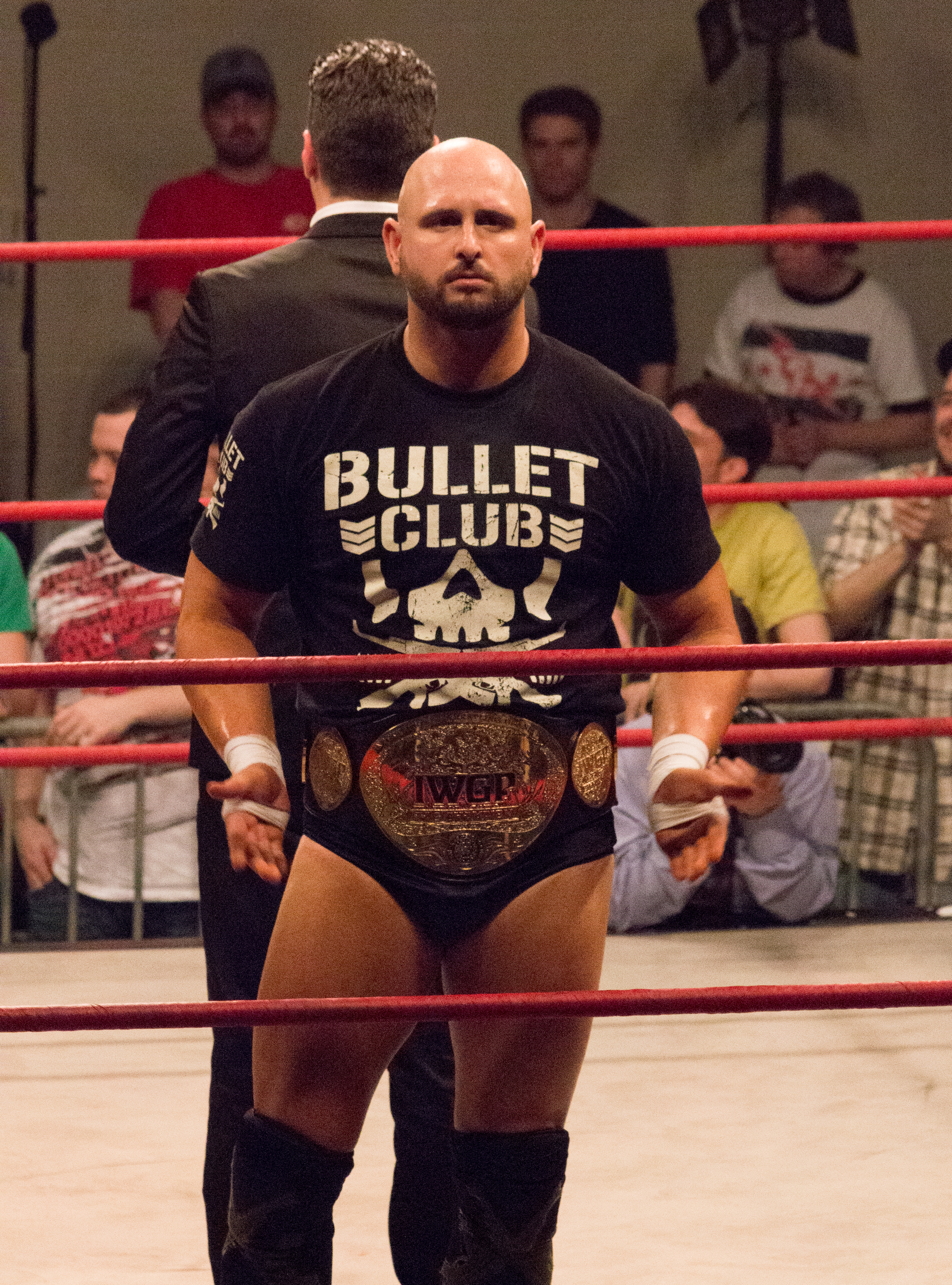
Karl Anderson, miembro fundador y segundo líder del Bullet Club, como Campeón en Parejas de la IWGP.

Los cuatro miembros del Bullet Club compitieron en su primera lucha juntos el 22 de mayo, cuando derrotaron a Captain New Japan, Hiroshi Tanahashi, Manabu Nakanishi y Ryusuke Taguchi en una lucha por equipos de ocho luchadores. Dos días más tarde, Devitt entró en el torneo Best of the Super Juniors, donde ganó su bloque con un récord limpio de ocho victorias y cero derrotas, avanzando a la siguiente ronda. El 9 de junio, derrotó a Kenny Omega en las semifinales y luego a Alex Shelley en la final para ganar el torneo, tras lo cual procedió a desafiar a Hiroshi Tanahashi. El antiguo compañero de equipo de Devitt, Ryusuke Taguchi originalmente se había ganado un lugar en las semifinales del torneo, pero una lesión legítima en la cadera lo obligó a retirarse. Durante la rueda de prensa del día siguiente, Devitt también mencionó su movimiento a la división de peso pesado, con el objetivo de convertirse en el primer luchador en ostentar el Campeonato Peso Pesado Júnior de la IWGP y el Peso Pesado de la IWGP simultáneamente. El 22 de junio en Dominion 6.22, Devitt derrotó a Tanahashi, luego de la interferencia del resto del Bullet Club, para ganar su primera oportunidad por el Campeonato Peso Pesado de la IWGP. El vigente campeón, Kazuchika Okada, aceptó el desafío de Devitt por el título más tarde en el evento con la condición de que Devitt defendiera primero su Campeonato Peso Pesado Júnior de la IWGP contra su compañero del stable Chaos, Gedo. La rivalidad del Bullet Club con Tanahashi continuó al 5 de julio en el evento Kizuna Road, donde Tama Tonga y el luchador mexicano El Terrible perdieron el Campeonato Mundial en Parejas del CMLL ante Tanahashi y Jushin Thunder Liger. El Terrible compitió el resto de sus dos semanas de gira con NJPW como miembro del Bullet Club. Después de defender con éxito su Campeonato Peso Pesado Júnior de la IWGP contra Gedo, Devitt recibió su lucha por el Campeonato Peso Pesado de la IWGP el 20 de julio, pero fue derrotado por Okada, a pesar de la interferencia del resto del Bullet Club. Del 1 de agosto al 11 de agosto, tanto Devitt como Anderson tomaron parte en el G1 Clímax, luchando en distintos bloques del torneo. Durante el torneo, Devitt consiguió grandes victorias, aunque a través de la interferencia externa de sus compañeros de stable, sobre el vigente Campeón Peso Pesado de la IWGP Kazuchika Okada y excampeones Hiroshi Tanahashi, Satoshi Kojima y Togi Makabe, sin embargo, no logró avanzar en su bloque. Mientras tanto, Anderson entró al último día de torneo con una oportunidad de llegar a la final, pero una derrota contra Tetsuya Naito lo eliminó finalmente del torneo. El 5 de septiembre, Rey Bucanero, otro luchador del CMLL, comenzó una gira en NJPW compitiendo como otro miembro del Bullet Club. El 14 de septiembre, el resto del Bullet Club ayudó a Bucanero y Tama Tonga a derrotar a Hiroshi Tanahashi y Jushin Liger por el Campeonato Mundial en Parejas del CMLL. La rivalidad entre Devitt y Tanahashi culminó en un Lumberjack Deathmatch el 29 de septiembre en el evento Destruction, donde Tanahashi salió victorioso.

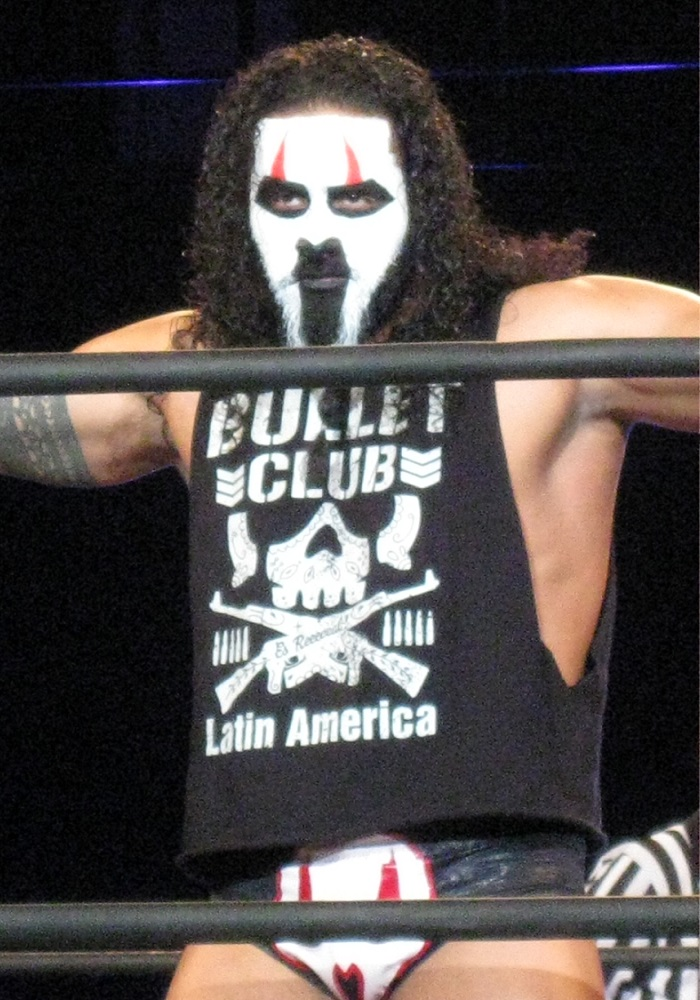
Tama Tonga, uno de los cuatro miembros fundadores del Bullet Club.

El 11 de octubre, Tonga y Bucanero regresaron a CMLL, donde formaron "Bullet Club de Latinoamérica" junto con el Campeón Mundial de Peso Completo del CMM El Terrible y la luchadora y mánager La Comandante. Sin embargo, una semana después, Tonga y Bucanero fueron despojados del Campeonato Mundial en Parejas del CMLL, cuando fueron incapaces de defender el título contra La Máscara y Rush debido a una lesión sufrida por Bucanero. El 25 de octubre, el equipo estadounidense The Young Bucks (Matt Jackson & Nick Jackson) hizo su debut en NJPW como los nuevos miembros del Bullet Club al entrar en el torneo Super Junior Tag Tournament 2013. A principios de noviembre, The Young Bucks derrotaron a Forever Hooligans (Álex Koslov & Rocky Romero) en la final para ganar el torneo, y un tiempo después a Suzuki-gun (Taichi & Taka Michinoku) para convertirse en los Campeonato en Parejas Peso Pesado Júnior de la IWGP. El 11 de noviembre, NJPW anunció los equipos participantes en el World Tag League 2013. En el torneo, el Bullet Club estuvo representado por dos equipos en bloques separados; Devitt y Fale en el bloque A, y Anderson y el debutante estadounidense Doc Gallows en el bloque B. El 7 de diciembre, ambos equipos entraron al último día del torneo con una oportunidad de avanzar a las semifinales. Anderson y Gallows ganaron su respectivo bloque con un registro de cuatro victorias y dos derrotas al vencer a los Campeones Mundiales en Parejas de la NWA The IronGodz (Jax Dane & Rob Conway), mientras que Devitt y Fale fueron eliminados con un registro de tres victorias y tres derrotas, después de perder contra el equipo del Captain New Japan e Hiroshi Tanahashi, quienes habían perdido todas sus otras luchas en el torneo. Al día siguiente, Anderson y Gallows derrotaron a Togi Makabe y Tomoaki Honma en las semifinales, y luego a Hiroyoshi Tenzan y Satoshi Kojima en la final para ganar el torneo. Esto dio lugar a una lucha el 4 de enero de 2014, en Wrestle Kingdom 8, donde derrotaron a K.E.S. (Davey Boy Smith Jr. & Lance Archer) para ganar el Campeonato en Parejas de la IWGP. Durante el mismo evento, Devitt perdió el Campeonato Peso Pesado Júnior de la IWGP ante Kota Ibushi, poniendo fin a su reinado de catorce meses.

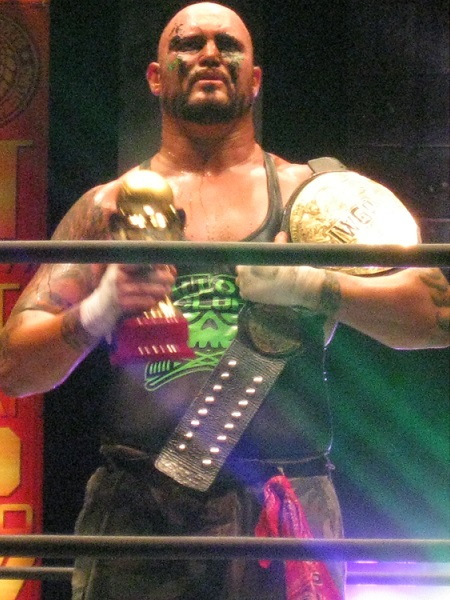
Doc Gallows como Campeón en Parejas de la IWGP.

En febrero, la gira de The New Beginning presentó al Bullet Club defendiendo sus dos campeonatos por equipo y la re-ignición de la rivalidad entre Devitt y su excompañero de equipo Ryusuke Taguchi, quien regresó de una lesión de ocho meses. Devitt dominó sus enfrentamientos con Taguchi durante la mayor parte de la gira, incluyendo una victoria por la cuenta de tres el 2 de febrero en una lucha por equipos de ocho luchadores, la cual era su lucha de regreso, pero en el evento que daba término a la gira, The New Beginning in Osaka, Taguchi cubrió por la cuenta de tres a su excompañero en una lucha por equipos, donde Taguchi hizo equipo con Togi Makabe y Devitt con Fale. El 8 de marzo del 2014 en el evento Raising the Bar: Night 2 The Young Bucks derrotaron a reDRagon para ganar el ROH World Tag Team Championship, y con sus campeonatos en pareja Júnior se convirtieron en doble campeón. En marzo, Bad Luck Fale llegó a la final de la New Japan Cup 2014, pero fue derrotado por Shinsuke Nakamura. Mientras se acercaba el primer aniversario de la ruptura del equipo Apollo 55, la rivalidad entre Devitt y Taguchi se intensificó, lo que llevó a Taguchi a desafiar a su rival a un Loser Leaves Town Match ("Lucha donde el perdedor abandona el pueblo", en español). Sin embargo, la estipulación nunca se hizo oficial para su lucha del 6 de abril en Invasión Attack. Durante dicho combate, Devitt tuvo una discusión con The Young Bucks, después de que ambos interfirieron en repetidas ocasiones en la lucha a pesar de sus órdenes de no hacerlo. Esto llevó a The Young Bucks a atacar a Devitt, quien respondió aplicando un movimiento aéreo hacia fuera del ring sobre sus compañeros de stable. Después de que Taguchi derrotó a Devitt, ambos luchadores se dieron la mano, poniendo fin a la rivalidad entre ellos y a la asociación de Devitt con el Bullet Club. Al día siguiente se anunció la salida de Devitt de NJPW.

### Liderazgo de A.J. Styles (2014-2016)

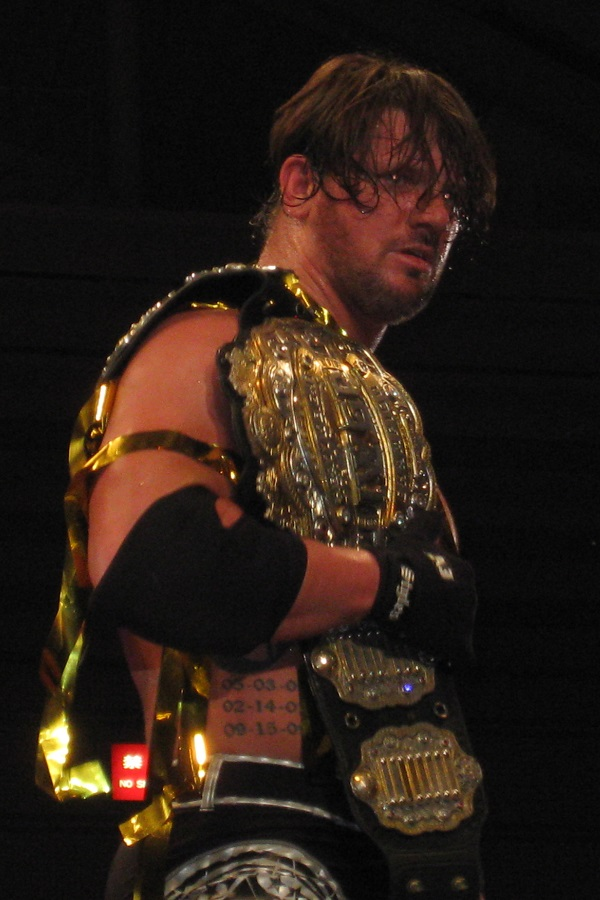
A.J. Styles, quien se unió al Bullet Club en abril de 2014 y trajo el Campeonato Peso Pesado de la IWGP al stable el mes siguiente. Es el tercer líder no oficial.

Más tarde en el evento Invasión Attack, el luchador estadounidense A.J. Styles debutó como el nuevo miembro del Bullet Club, atacando al Campeón Peso Pesado de la IWGP Kazuchika Okada. Styles, quien conocía a Okada de sus días trabajando juntos para Total Nonstop Action Wrestling (TNA), afirmó que Okada seguía siendo el mismo "joven" (novato) que había conocido en TNA y se anunció a sí mismo como el próximo retador por el título. Después de Invasión Attack, Styles siguió trabajando un calendario completo en el circuito independiente y solo competía en los eventos más importantes de NJPW, por lo que Anderson se posicionó como el nuevo líder provisional del Bullet Club. Sin embargo, Styles era considerado el líder del Bullet Club en Ring of Honor (ROH), un rol que también le fue dado por NJPW a finales de 2015. Styles, sin embargo, ha establecido que él nunca fue el líder ya que, según él, el grupo "no seguía las ordenes de nadie". El 3 de mayo, en Wrestling Dontaku, Styles derrotó Okada para convertirse en el nuevo Campeón Peso Pesado de la IWGP, cuando Yujiro Takahashi atacó a Okada, convirtiéndose en el primer miembro japonés del Bullet Club habiendo traicionado a su antiguo stable Chaos. Con el Bullet Club capturando el título más importante de NJPW, a la vez que ostentaba sus dos títulos por equipo, y sumado a la adición de nuevos miembros, esto fue catalogado como un "renacimiento" del stable, el cual estaba celebrando su aniversario de un año durante el evento.
Más adelante en el mes, el Bullet Club participó en la gira norteamericana de NJPW, producida en colaboración con ROH. The Young Bucks, que compitieron en la gira como Campeones en Parejas Peso Pesado Júnior de la IWGP y Campeones Mundiales en Parejas de ROH, perdieron este último ante reDRagon (Bobby Fish & Kyle O'Reilly) el 17 de mayo, poniendo fin a su reinado de dos meses en su primera defensa. Mientras tanto, su reinado de siete meses como Campeones en Parejas Peso Pesado Júnior de la IWGP terminó el 21 de junio en Dominion 6.21, donde fueron derrotados por Time Splitters en su sexta defensa. Más tarde en ese mismo evento, Bad Luck Fale derrotó a Shinsuke Nakamura para convertirse en el nuevo Campeón Intercontinental de la IWGP. El 29 de junio, Yujiro Takahashi llevó otro título más al Bullet Club, cuando derrotó a Tomohiro Ishii por el Campeonato de Peso Abierto NEVER con la ayuda de sus compañeros de stable. Con esta victoria, el Bullet Club había ganado todos los títulos en NJPW, y ostentaba simultáneamente los cuatro títulos peso pesado.

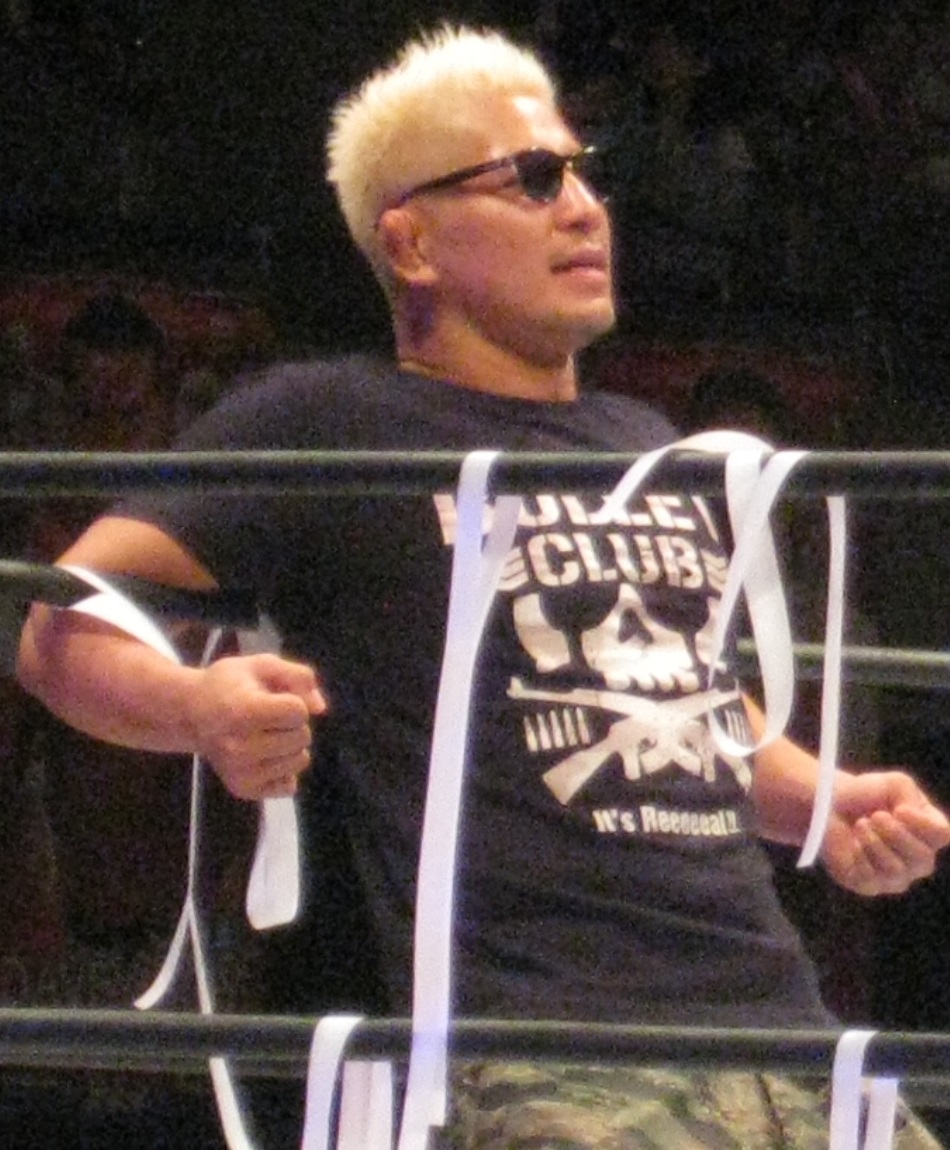
Yujiro Takahashi, el primer miembro japonés del Bullet Club.

Del 21 de julio al 8 de agosto, cinco miembros del Bullet Club participaron en el G1 Clímax con Fale y Gallows luchando en el bloque A, y Anderson, Styles y Takahashi en el bloque B. Ninguno logró avanzar en sus bloques, con Fale y Gallows terminando tercero y noveno, respectivamente en el bloque A, y Styles segundo, Anderson tercero y Takahashi empatado en el sexto lugar en bloque B. Styles fue eliminado debido a su derrota contra el ganador del bloque Okada en su lucha correspondiente del torneo. El 10 de agosto, el fundador de Global Force Wrestling (GFW) Jeff Jarrett se unió al Bullet Club, atacando a Hiroshi Tanahashi después de haber derrotado a Styles en una lucha no titular. El 21 de septiembre, en el evento Destruction in Kobe, Fale perdió el Campeonato Intercontinental de la IWGP contra Shinsuke Nakamura en su primera defensa. El Bullet Club perdió sus dos títulos individuales restantes el 13 de octubre en King of Pro-Wrestling, con Takahashi perdiendo el Campeonato de Peso Abierto NEVER contra Tomohiro Ishii en su segunda defensa del título, mientras que en el evento principal Styles perdió el Campeonato Peso Pesado de la IWGP contra Hiroshi Tanahashi en su tercera defensa, después de que la interferencia de Jeff Jarrett durante la lucha fuera detenida por Yoshitatsu, quien hacia su regreso a NJPW (Jarrett dejaría el grupo poco después).
El 8 de noviembre en Power Struggle, Kenny Omega, que se había unido a NJPW a principios del mes, se convirtió en el nuevo miembro del Bullet Club, desafiando a Ryusuke Taguchi a una lucha por el Campeonato Peso Pesado Júnior de la IWGP. Omega en un principio había desestimado la idea de unirse al Bullet Club ya que no se consideraba a sí mismo un gaijin después de seis años viviendo en Japón, pero ahora afirmó que había mentido y solo quería dinero y el título. Negándose a hablar japonés a pesar de ser fluido en el idioma, Omega se denominó a sí mismo "The Cleaner" con la idea de estar allí para "limpiar" la división de peso júnior. Del 22 de noviembre al 5 de diciembre, tres equipos del Bullet Club tomaron parte en la World Tag League 2014; Anderson y Gallows, y Styles y Takahashi en el bloque A, y Fale y Tonga en el bloque B. Anderson y Gallows ganaron su bloque con un récord de cinco victorias y dos derrotas, mientras que Styles y Takahashi terminaron cerca de ellos con cuatro victorias y tres derrotas. Styles y Takahashi obtuvieron la victoria sobre los reinantes Campeones en Parejas de la IWGP en su lucha del torneo entre los equipos del Bullet Club, pero se quedaron detrás de ellos en la clasificación final debido a la derrota sufrida contra Okada y Yoshi-Hashi en el último día de torneo. Mientras tanto, Fale y Tonga terminaron en el fondo de su bloque con un registro de tres victorias y cuatro derrotas. El 7 de diciembre, Anderson y Gallows fueron derrotados en la final del torneo por Hirooki Goto y Katsuyori Shibata.

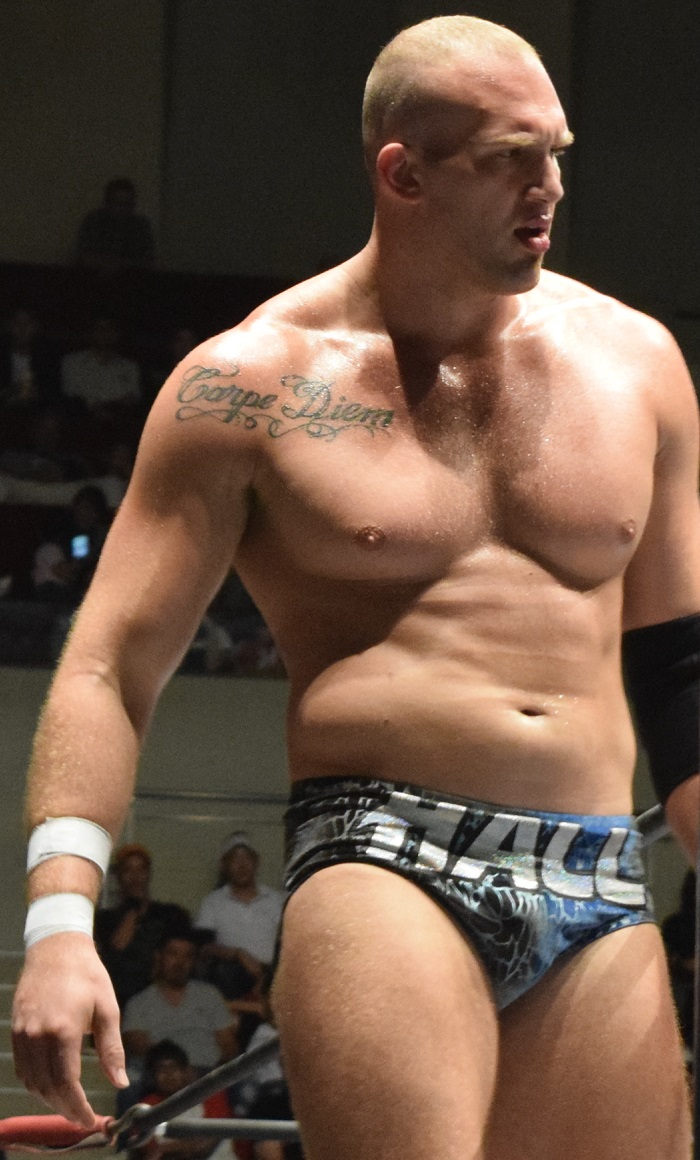
Cody Hall, el primer "novato" incorporado como suplente personal en el Bullet Club.

El 4 de enero de 2015, en Wrestle Kingdom 9, Omega, en su primera lucha como miembro del Bullet Club, derrotó a Ryusuke Taguchi para convertirse en el nuevo Campeón Peso Pesado Júnior de la IWGP, mientras que Anderson y Gallows perdieron el Campeonato en Parejas de la IWGP contra el equipo de Goto y Shibata, poniendo fin a su reinado de un año en su séptima defensa. Al día siguiente, Cody Hall, el hijo del miembro fundador de nWo Scott Hall, se unió al Bullet Club como un "novato" y suplente personal del grupo con Anderson indicando que él tendría que ganar su lugar como miembro oficial. Más tarde ese mes, NJPW relanzó Bullet Club Latinoamérica a tiempo para la gira FantasticaManía 2015, coproducida por NJPW y CMLL. El 18 de enero, durante el quinto día de FantasticaManía 2015, el luchador de CMLL Mephisto se unió al Bullet Club, antes de defender con éxito su Campeonato Nacional Semicompleto contra Stuka Jr. El 11 de febrero, en The New Beginning in Osaka, The Young Bucks recuperaron el Campeonato en Parejas Peso Pesado Júnior de la IWGP al derrotar a los campeones defensores reDRagon y Time Splitters en una three-way match. Más tarde en ese mismo evento, Anderson y Gallows recuperaron también el Campeonato en Parejas de la IWGP de Goto y Shibata, mientras que en el evento principal A.J. Styles derrotó a Hiroshi Tanahashi para también traer de vuelta de nuevo al Bullet Club el Campeonato Peso Pesado de la IWGP. Los dos reinados por equipos del Bullet Club terminaron en sus primeras defensas del título el 5 de abril en el evento Invasión Attack, con The Young Bucks siendo derrotados por Roppongi Vice (Beretta & Rocky Romero), y Anderson y Gallows por el equipo de ROH The Kingdom (Matt Taven & Michael Bennett).
The Young Bucks recuperaron el título el 3 de mayo en Wrestling Dontaku 2015 en un three-way match contra Roppongi Vice y reDRagon. Asimismo, durante el evento, el Bullet Club participó en la primera lucha de NJPW que involucraba luchadoras en más de doce años, donde Karl Anderson, Doc Gallows y su esposa Amber Gallows fueron derrotados por María Kanellis, Matt Taven y Michael Bennett en una lucha por equipos intergénero. El 5 de julio, en Dominion 7.5 in Osaka-jo Hall, Kenny Omega perdió el Campeonato Peso Pesado Júnior de la IWGP contra el ganador del torneo Best of the Super Juniors Kushida en su cuarta defensa, mientras que Anderson y Gallows derrotaron a Bennett y Taven en una revancha para ganar el Campeonato en Parejas de la IWGP por tercera vez. En el evento principal, Styles perdió el Campeonato Peso Pesado de la IWGP contra Kazuchika Okada en su segunda defensa. Del 20 de julio al 15 de agosto, cinco miembros del Bullet Club participaron en el G1 Clímax con Fale, Gallows y Styles en el bloque A, y Anderson y Takahashi en el bloque B. Tanto Styles como Anderson entraron a su última lucha de torneo con una oportunidad de avanzar a la final, pero fueron eliminados tras perder con Hiroshi Tanahashi y Satoshi Kojima, respectivamente. El 16 de agosto, The Young Bucks perdieron el Campeonato en Parejas Peso Pesado Júnior de la IWGP contra reDRagon en su segunda defensa. Del 4 al 6 de septiembre Styles y The Young Bucks representaron al Bullet Club en el torneo King of Tríos 2015 de la promoción americana Chikara, donde llegaron a la final, pero perdieron contra el equipo de la AAA (Aero Star, Drago y Fénix). El 23 de septiembre, en Destruction in Okayama, Omega derrotó a Kushida, a raíz de la interferencia externa de Anderson, para recuperar el Campeonato Peso Pesado Júnior de la IWGP. El 23 de octubre Chase Owens se convirtió en el miembro más reciente de Bullet Club.

### Liderazgo de Kenny Omega (2016-2018)

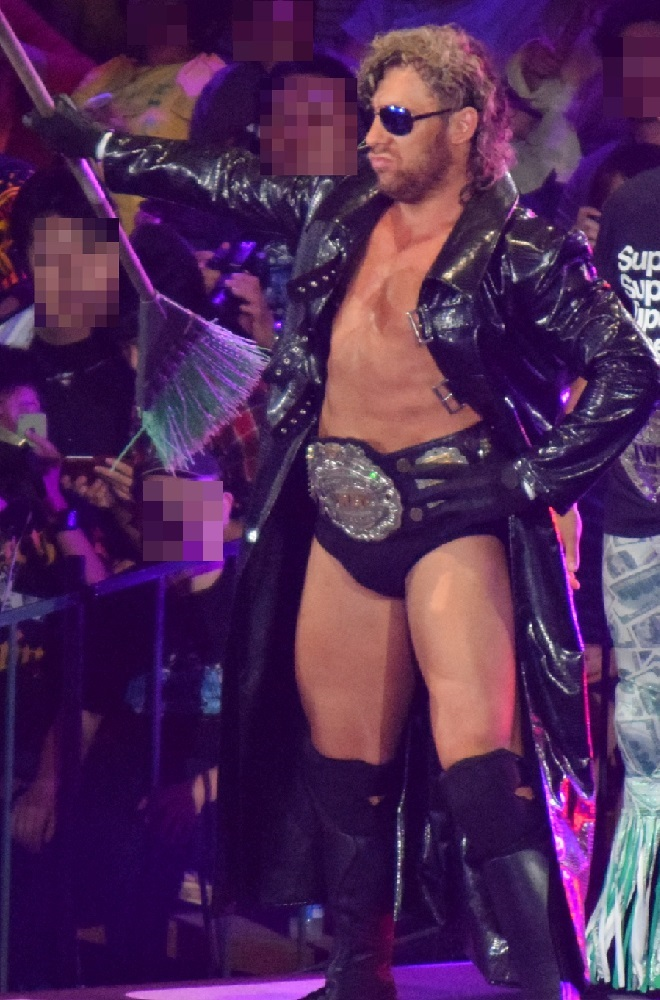
Kenny Omega, quien asumió como el cuarto líder del Bullet Club en enero de 2016.

El 4 de enero de 2016, en Wrestle Kingdom 10, The Young Bucks recuperaron el Campeonato en Parejas Peso Pesado Júnior de la IWGP. Omega perdió el Campeonato Peso Pesado Júnior de la IWGP, y Anderson y Gallows perdieron el Campeonato en Parejas de la IWGP. En la última lucha titular del Bullet Club del evento, Styles desafió sin éxito a Shinsuke Nakamura por el Campeonato Intercontinental de la IWGP. Horas después del evento se informó que Anderson, Gallows y Styles habían dado su aviso a NJPW de que se irían de la promoción para ir a WWE. Al día siguiente, el resto del Bullet Club atacó a Styles y lo echó del grupo con Omega haciéndose cargo del liderazgo. Omega también anunció su graduación de la división de peso júnior, indicando que él no quería una revancha con Kushida, sino que en su lugar quería una lucha con Nakamura por el Campeonato Intercontinental de la IWGP.
Después de que Omega se hiciera cargo del liderazgo del Bullet Club, él y The Young Bucks formaron su propio subgrupo dentro del stable, llamado The Elite. A Omega y The Young Bucks se les ocurrió la idea de "The Eite" a ellos mismos, sintiendo la necesidad de crear algo nuevo después de haber sido forzados por NJPW al Bullet Club y lo que Omega llamó una parodia "Too Sweet" ("demasiado dulce", en español) y "Suck it" de nWo. Omega declaró que él y The Young Bucks eran The Elite, pero aceptaba si NJPW continuaba llamándolos Bullet Club "entre paréntesis" ya que el stable era su "vaca de efectivo" (traducción al español del término de jerga comercial "Cash cow"). Explicó el cambio de nombre al afirmar que, tras las salidas de Anderson, Gallows y Styles de NJPW, "el Bullet Club [ya no era] tanto el Bullet Club". Omega después añadió en su opinión que las salidas de Anderson, Gallows y Styles habían "diluido" al Bullet Club, por lo que él quería empujar a The Elite a la vanguardia, afirmando que cuando la gente decía que "el Bullet Club [había] estado haciendo algunas cosas realmente geniales", ellos siempre se referían a él y The Young Bucks y no a los otros miembros del grupo.

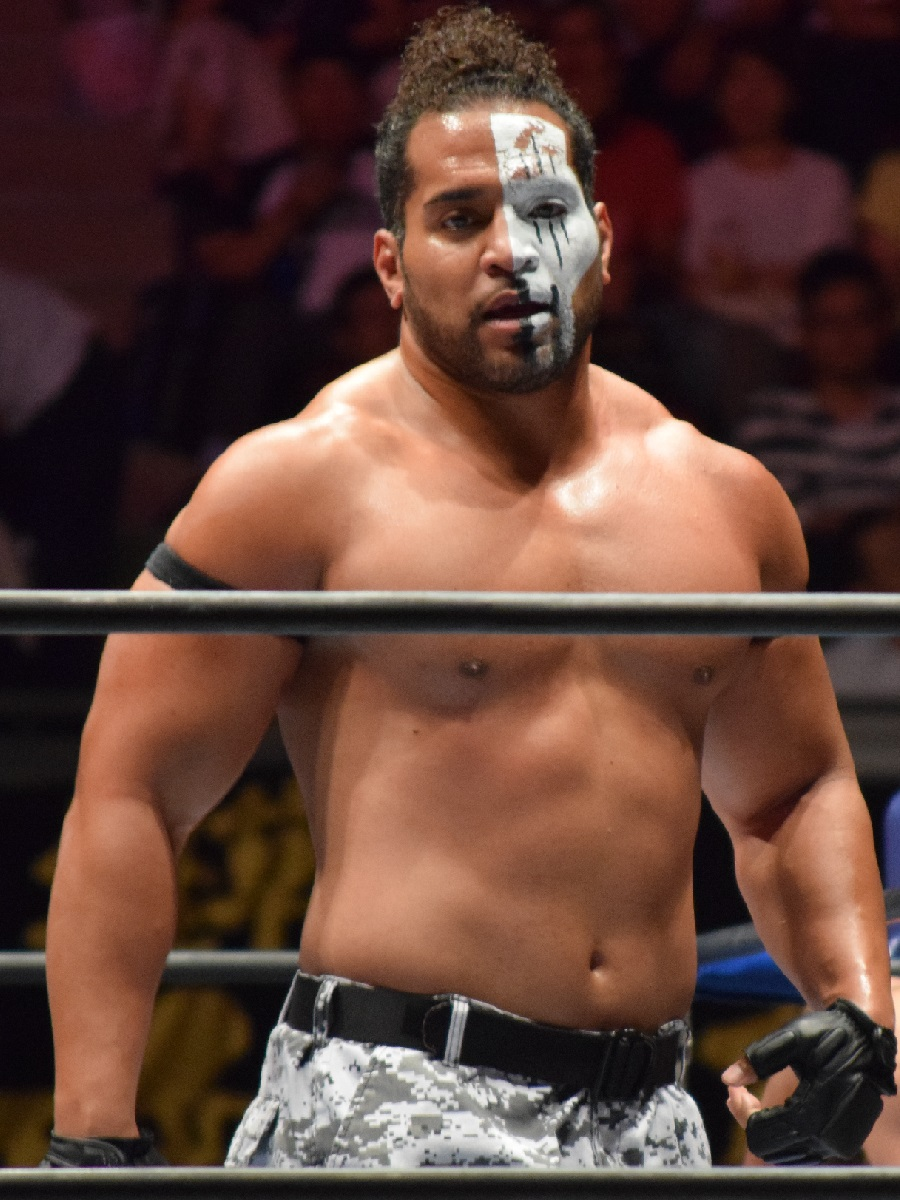
Tanga Loa, quien fue traído para formar el equipo de Guerrillas of Destiny como parte del Bullet Club.

Durante el 2016, Gallows y Anderson también dejaron NJPW después de firmar un contrato con WWE, con su último combate en NJPW tomando lugar en Honor Rising: Japan en una lucha por equipos de ocho luchadores donde el Bullet Club perdió. Sin embargo, el 12 de marzo, Tonga reveló que su compañero de equipo para el próximo combate por el Campeonato de Parejas de la IWGP y nuevo miembro del Bullet Club era su hermano de la vida real, Tevita Fifita, a quien dos días después se le dio el nombre "Tanga Loa", con el equipo entre él y Tonga siendo llamado "Guerrillas of Destiny" (G.O.D.). También, los luchadores de ROH Adam Cole y Adam Page se unieron al stable en mayo. Cole pasó a formar otro subgrupo del Bullet Club con The Young Bucks, llamado "Superkliq". En NJPW, Page fue llamado "Hangman Page", el cual eventualmente también comenzó a usar en ROH.

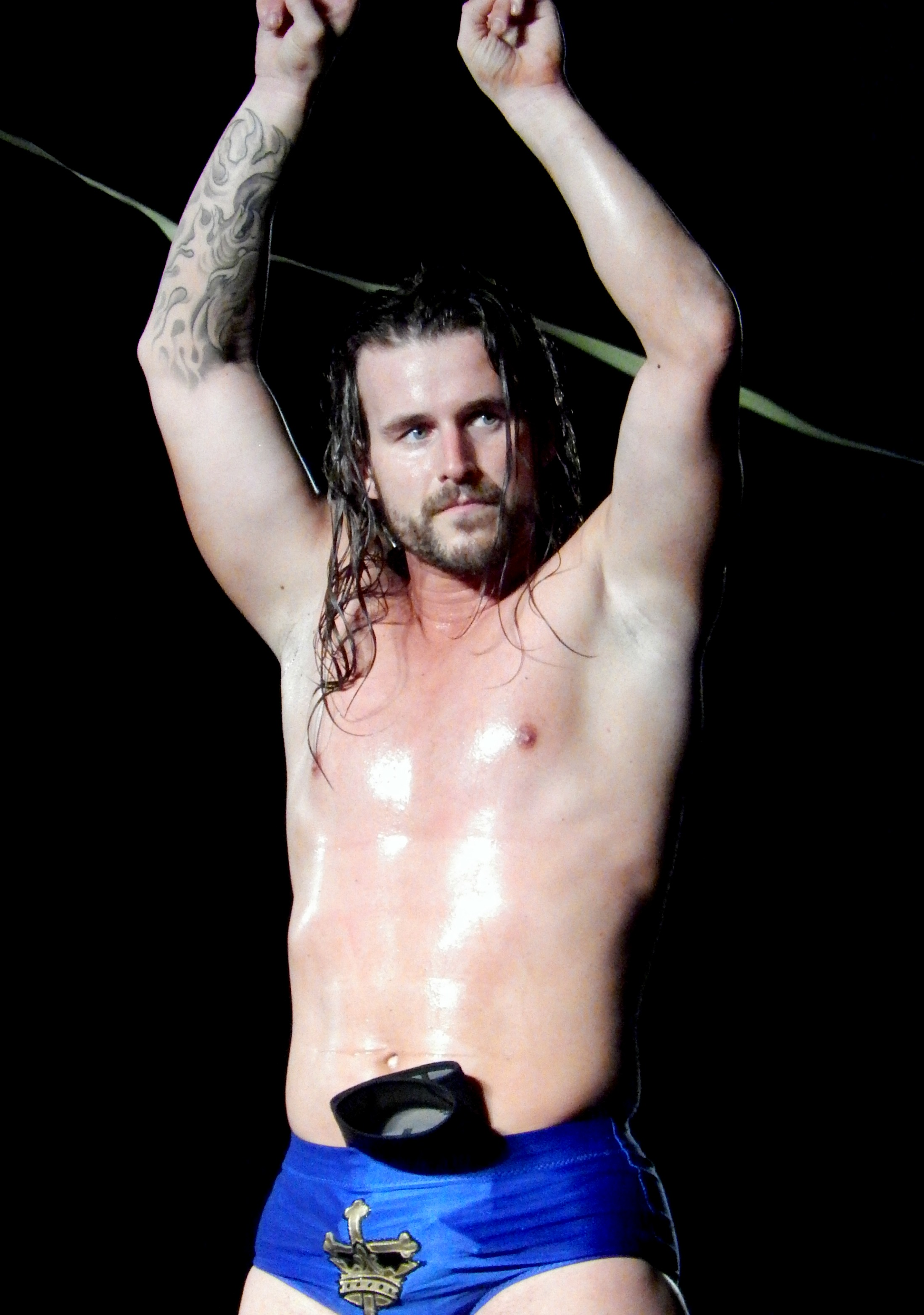
Adam Cole, quien trajo el Campeonato Mundial de ROH al stable.

Antes del verano, varios miembros del Bullet Club ganaron títulos, como The Young Bucks ganando los Campeonatos en Parejas Peso Pesado Júnior de la IWGP, Guerrillas of Destiny ganando los Campeonatos en Parejas de la IWGP y Omega ganando el Campeonato Intercontinental de la IWGP. Sin embargo, el mayor logro fue el de Omega ganando el torneo G1 Clímax 2016, convirtiéndose en el tercer luchador en ganar el torneo en su primer intento, así como en el primer luchador no japonés en la historia en ganar el torneo. Durante el mes siguiente, Captain New Japan y Cody se unieron al Bullet Club. Captain cambió su personaje a "Bone Soldier", cuyo nombre proviene del logo de la camiseta original del Bullet Club, que presentaba a un personaje llamado Bone Soldier. Además, el término también se había utilizado anteriormente como apodo para los miembros del Bullet Club. También, The Young Bucks ganó el Campeonato Mundial en Parejas de ROH por segunda vez y Guerrillas of Destiny recuperaron el Campeonato en Parejas de la IWGP, pero Adam Cole perdió el Campeonato Mundial de ROH.

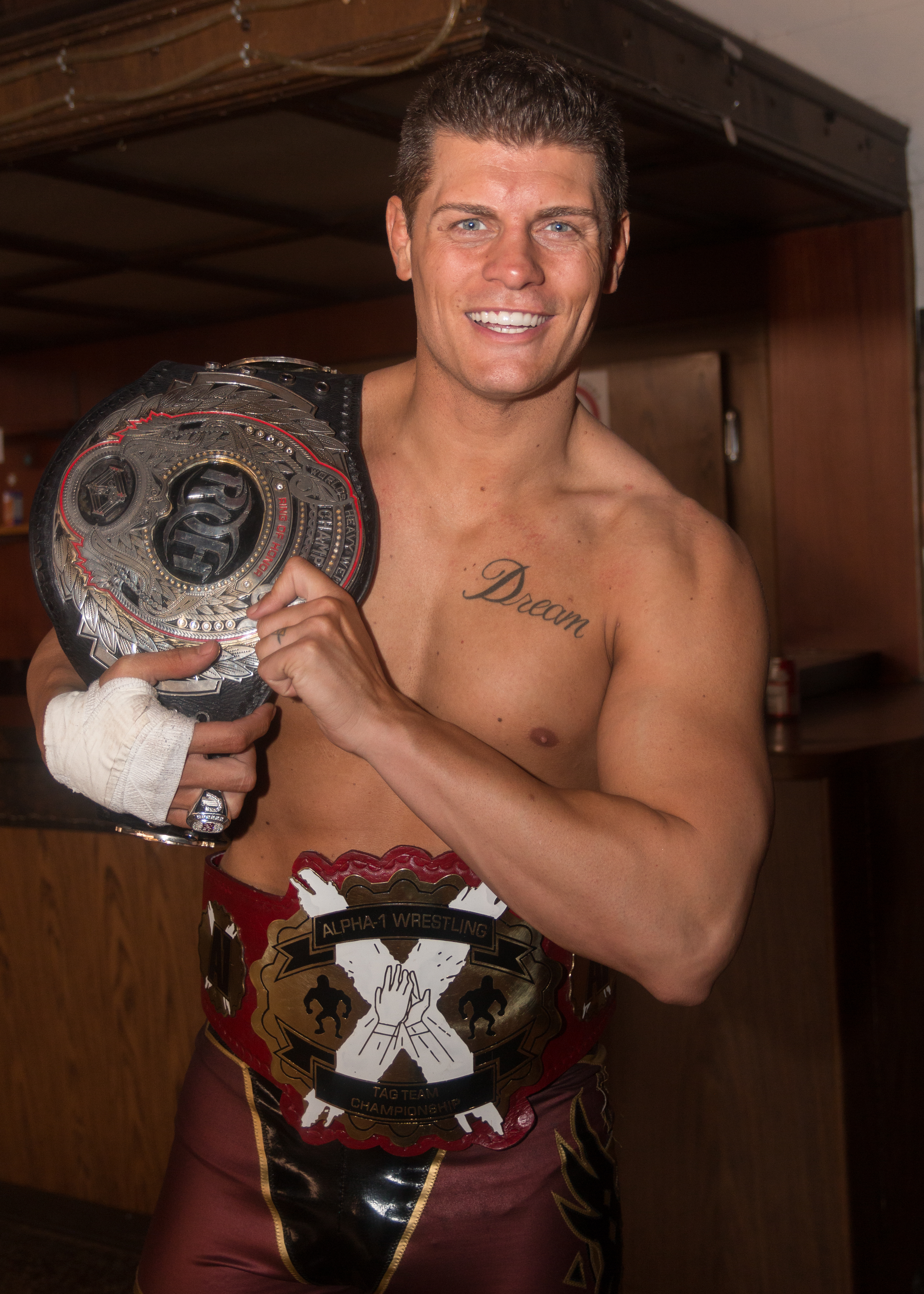
Cody, quien se unió al Bullet Club en diciembre de 2016.

El 4 de enero de 2017, en Wrestle Kingdom 11, The Young Bucks perdieron el Campeonato en Parejas Peso Pesado Júnior de la IWGP ante Roppongi Vice, mientras que Guerrillas of Destiny perdieron el Campeonato en Parejas de la IWGP ante Tomohiro Ishii y Toru Yano. En el evento principal de la noche, Omega desafió sin éxito a Kazuchika Okada por el Campeonato Peso Pesado de la IWGP. Posteriormente, Omega se tomó un descanso de NJPW para "reevaluar [su] futuro". A su regreso el 26 de febrero, se generó una tensión entre Omega y Cole, con The Young Bucks atrapados en el medio. El 11 de febrero, Frankie Kazarian se unió al Bullet Club, y se enfrentó a su compañero de equipo Christopher Daniels en una grabación de Ring of Honor Wrestling. El 4 de marzo,The Young Bucks perdieron el Campeonato Mundial en Parejas de ROH ante los Hardys (Matt & Jeff Hardy). El 10 de marzo, en el evento del 15.º Aniversario de ROH, Kazarian atacó a Adam Cole y al Bullet Club, revelando que su unión al grupo era solo una artimaña para ayudar a Christopher Daniels a convertirse en el nuevo Campeón Mundial de ROH. Al día siguiente, Cole, decepcionado con The Young Bucks por no haberlo protegido, trató de sacarlos del Bullet Club, pero los dos respondieron diciendo que no podían ser echados del grupo ya que Omega, y no Cole, era el líder del stable. El 12 de mayo, Omega sacó finalmente a Cole del Bullet Club y cedió su lugar en el stable al Campeón Mundial Televisivo de ROH Marty Scurll. Dos días después, en la última noche de la gira, Scurll perdió el Campeonato Mundial Televisivo de ROH ante Kushida, luego de una distracción de Cole.

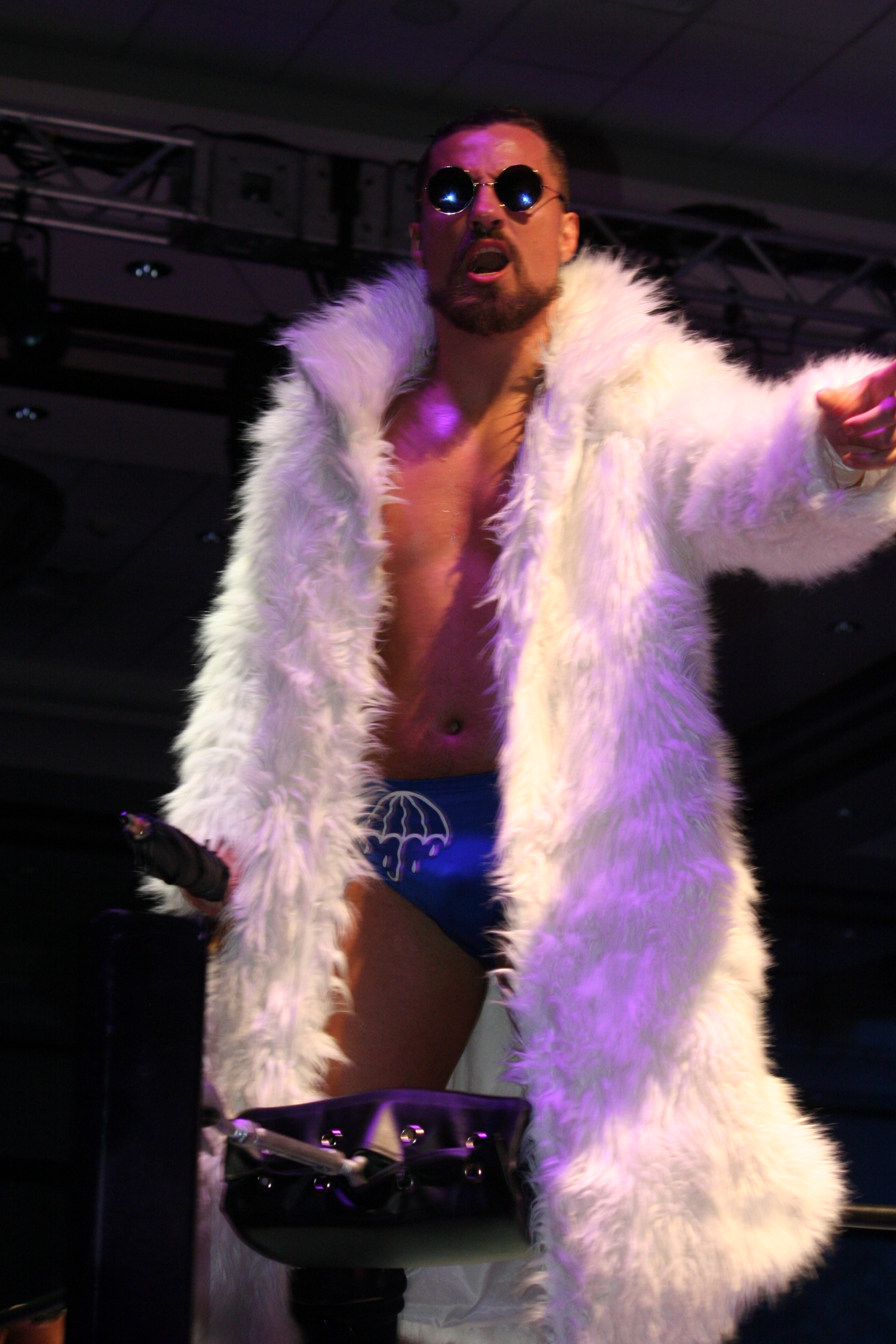
Marty Scurll, quien se unió al Bullet Club en mayo de 2017.

En los meses posteriores a Wrestle Kingdom 11, Omega buscó otra oportunidad por el Campeonato Peso Pesado de la IWGP, pero su plan de obtener una en la New Japan Cup 2017 fracasó cuando fue eliminado en la primera ronda por Tomohiro Ishii. Después de derrotar a Ishii en una revancha el 3 de mayo en Wrestling Dontaku, Omega fue seleccionado por Kazuchika Okada para una revancha por el Campeonato Peso Pesado de la IWGP para el evento Dominion 6.11 in Osaka-jo Hall. El 11 de junio en dicho evento, The Young Bucks derrotaron a Roppongi Vice para ganar el Campeonato en Parejas Peso Pesado Júnior de la IWGP por sexta vez. En el evento principal, Omega y Okada lucharon hasta alcanzar el límite de tiempo de 60 minutos en la lucha por el Campeonato Peso Pesado de la IWGP. El combate también comenzó una rivalidad, donde Omega y Cody comenzaron a tener problemas entre ellos, con Cody queriendo tirar la toalla por Omega, insistiendo en que estaba muy malherido. El 23 de junio, en el evento Best in the World, Cody derrotó a Christopher Daniels para devolver el Campeonato Mundial de ROH al Bullet Club. El 1 de julio, durante la primera noche de G1 Special in USA, Cody desafió sin éxito a Okada por el Campeonato Peso Pesado de la IWGP. Durante la lucha, Omega, jugando con lo que había sucedido en Dominion, salió al ring, queriendo tirar la toalla por Cody, lo que llevó a Cody a confrontarlo después del evento. Al día siguiente, Omega derrotó a Tomohiro Ishii en la final de un torneo entre ocho luchadores para convertirse en el Campeón Peso Pesado de los Estados Unidos de la IWGP inaugural.

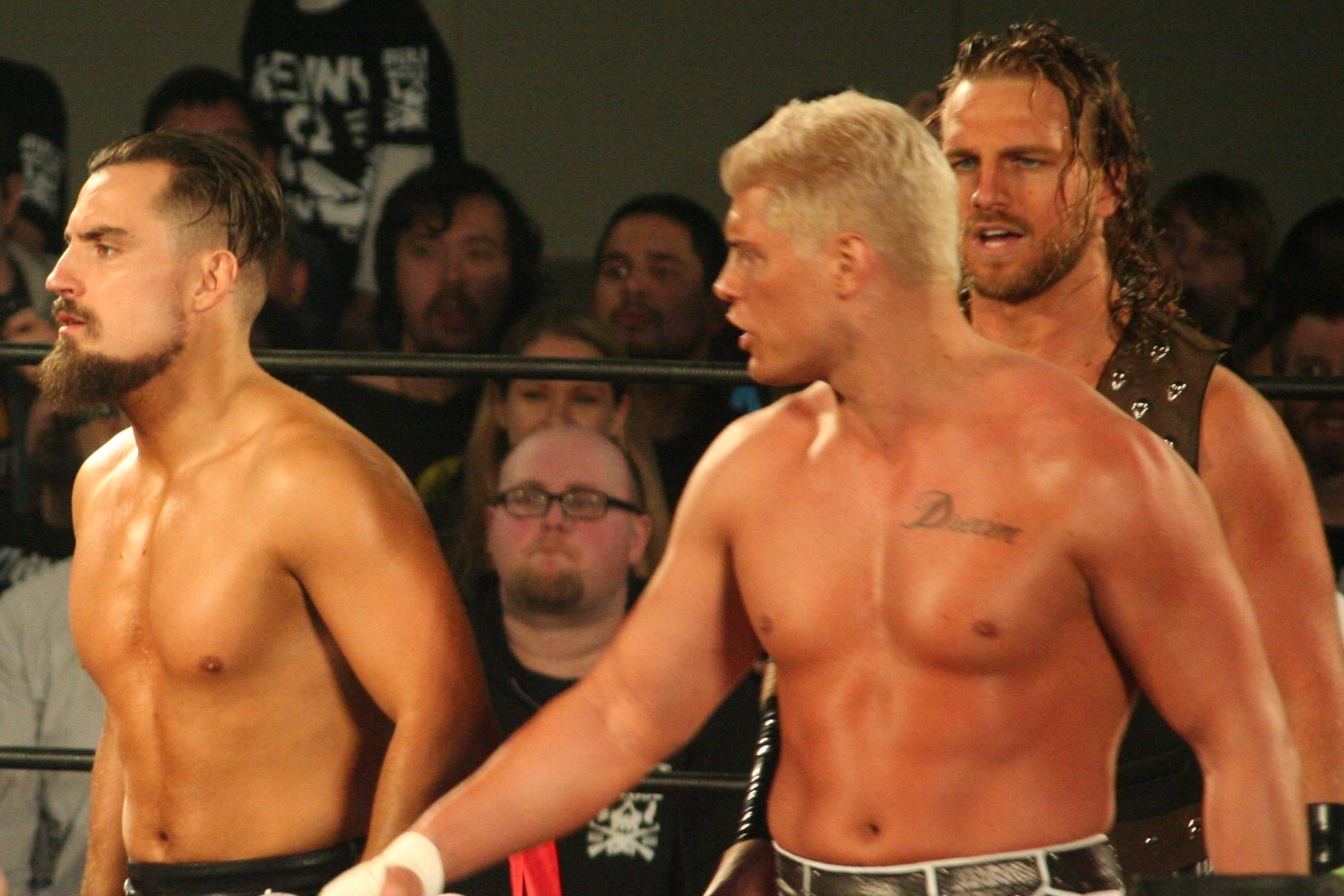
Los miembros del Bullet Club Marty Scurll, Cody, y Hangman Page en un evento de Ring of Honor en 2018.

Más tarde ese mes, tres miembros del Bullet Club participaron en el G1 Clímax; Fale en el bloque A, y Omega y Tonga en el bloque B. Omega ganó su bloque y avanzó a la final del torneo con un récord de siete victorias y dos derrotas al vencer al Campeón Peso Pesado de la IWGP Okada en su tercera lucha entre ambos el 12 de agosto. Durante el enfrentamiento cara a cara entre Omega y Tonga, que ganó el primero, las tensiones aumentaron entre los dos, con Tonga cuestionando el liderazgo de Omega del Bullet Club debido a su asociación con The Elite. El 13 de agosto, Omega fue derrotado en la final del torneo por Tetsuya Naito. El 6 de septiembre, se anunció que Tonga y el hermano menor de Loa, el "young lion" de NJPW Leo Tonga, se uniría al Bullet Club, reemplazando a Omega en una próxima gira debido a que este sufrió una lesión en la rodilla. El 22 de septiembre, en Death Before Dishonor XV, The Young Bucks perdieron el Campeonato Mundial en Parejas de ROH ante Motor City Machine Guns. El 5 de noviembre, en Power Struggle, Scurll derrotó a Will Ospreay para llevar devuelta el Campeonato Peso Pesado Júnior de la IWGP de regreso al Bullet Club. El 17 de noviembre, el actor Stephen Amell, que se había hecho amigo de Cody cuando trabajaron juntos en WWE, se unió al Bullet Club, luchando en su primer combate como miembro del grupo en el programa de ROH más tarde ese mismo día. Al mes siguiente, Guerrillas of Destiny llegó a su segunda final consecutiva de la World Tag League al ganar su bloque en el torneo con un récord de cinco victorias y dos derrotas. Sin embargo, el 11 de diciembre, fueron derrotados en la final del torneo por Los Ingobernables de Japón (Evil & Sanada). Cuatro días después, en el evento Final Battle de ROH, Cody perdió el Campeonato Mundial de ROH contra Dalton Castle. El 17 de diciembre, Fale y Guerrillas of Destiny derrotaron a Bushi, Evil y Sanada para convertirse en los nuevos Campeones en Parejas de Peso Abierto 6-Man NEVER.
El 4 de enero de 2018, en Wrestle Kingdom 12, The Young Bucks derrotaron a Roppongi 3K (Sho & Yoh) para recuperar el Campeonato en Parejas Peso Pesado Júnior de la IWGP. También en el evento, Fale y Guerrillas of Destiny perdieron el Campeonato en Parejas de Peso Abierto 6-Man NEVER, y Scurll perdió el Campeonato Peso Pesado Júnior de la IWGP contra Will Ospreay. La noche siguiente en New Year Dash!! 2018, Fale y Guerrillas of Destiny derrotaron a Beretta, Ishii y Yano para volver a ganar el Campeonato en Parejas de Peso Abierto 6-Man NEVER, comenzando de esta manera el año 2018 con 6 miembros del Bullet Club ostentando campeonatos en NJPW (los otros siendo Omega y The Young Bucks con el Campeonato Peso Pesado de los Estados Unidos de la IWGP y el Campeonato en Parejas Peso Pesad Júnior de la IWGP, respectivamente). En el mismo evento, el Bullet Club, con Cody liderando, intentó atacar a Kota Ibushi con una silla tras una combate de 10 luchadores, pero fue detenido por Kenny Omega, provocando tensión entre Kenny y Cody sobre el liderazgo del Bullet Club. En la segunda noche del evento The New Beginning in Sapporo, después de la derrota de Omega en la lucha por el Campeonato Peso Pesado de los Estados Unidos de la IWGP contra Jay White, Kenny Omega fue atacado por Cody y golpeado con el Cross Rhodes, continuando las luchas internas dentro de la facción.
La rivalidad entre Cody y Omega continuó durante febrero y marzo en los eventos de Ring Of Honor y NJPW, comenzando una serie de combates que enfrentaron a los miembros del Bullet Club entre sí en luchas individuales y por equipos. Durante este tiempo, los miembros tonganos Tonga, Loa y Fale mantuvieron distancia con las dos facciones, siendo conocidos como el Bullet Club OG. Alrededor de este tiempo, la tensión dentro del Bullet Club se documentaría como el foco de la serie de YouTube Being The Elite. G.O.D. también comenzó su propia serie de YouTube siguiendo a los miembros del Bullet Club que se quedaban principalmente en NJPW.

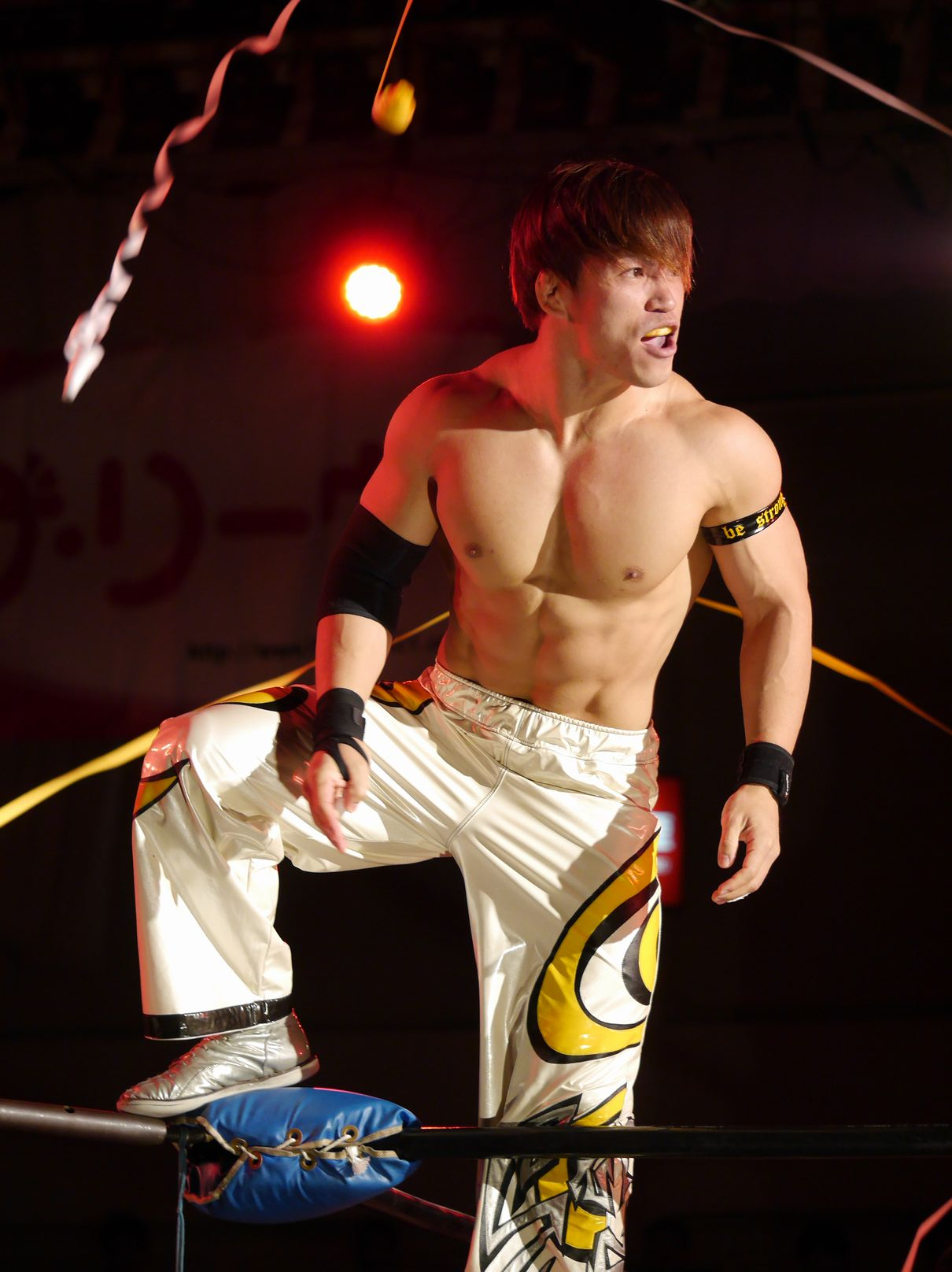
Taiji Ishimori, tercer miembro japonés del Bullet Club.

El 7 de abril, Omega y Cody lucharon en un combate individual en el evento Supercard of Honor XII con el liderazgo de Bullet Club en juego. Durante la lucha, The Young Bucks intentaron ayudar a Omega atacando a Cody. Sin embargo, esto resultó contraproducente cuando Cody se apartó del camino y los Bucks atacaron a Omega en su lugar. Gracias a esto, Cody pudo aplicar el Cross Rhodes sobre Omega para ganar la lucha. Tras la reunión de los Golden☆Lovers y a pesar de no unirse al Bullet Club como miembro, Ibushi se convertiría en un participante habitual en los combates del Bullet Club. El 3 de mayo, en la primera noche de Wrestling Dontaku, el trío de The Young Bucks y Scurll derrotó a Fale y G.O.D. para ganar el Campeonato en Parejas de Peso Abierto 6-Man NEVER. Durante la segunda noche de Wrestling Dontaku, Tama Tonga presentó al nuevo "Bone Soldier", quien atacó a Ospreay y reveló su identidad siendo Taiji Ishimori. Ishimori ganaría el Bloque A del torneo Best of the Super Juniors, pero terminó perdiendo ante Hiromu Takahashi en la final.
El 9 de junio, en Dominion 6.9 in Osaka-jo Hall, The Young Bucks derrotaron a Evil y Sanada para ganar el Campeonato en Parejas de la IWGP por primera vez, y Omega derrotó a Kazuchika Okada en un 2-out-of-3 Falls Match para ganar el Campeonato Peso Pesado de la IWGP por primera vez, poniendo fin al reinado de Okada como el campeón más largo de la historia con 720 días. Después del combate, Omega hizo las paces con The Young Bucks en el ring y anunciaría durante los comentarios posteriores al combate que Ibushi, los Young Bucks y él mismo habían formado un nuevo subgrupo llamado The Golden Elite. Al día siguiente, en una conferencia de prensa transmitida por NJPW World, Omega confirmó que él y los Young Bucks seguían siendo parte del Bullet Club, además de aclarar que, aunque Ibushi se había unido a The Elite, él no era miembro del Bullet Club. Omega también afirmó que todavía era el líder del Bullet Club, y anunció que su primera defensa del Campeonato de Peso Pesado de la IWGP sería contra Cody en el evento G1 Special en el Cow Palace en San Francisco.
El 7 de julio, en el G1 Special, Omega derrotó a Cody para retener el Campeonato Peso Pesado de la IWGP. Después del discurso habitual de Omega a los fanáticos luego de una de sus luchas, Tonga, Loa y King Haku se unieron a él y The Young Bucks. Los tonganos parecían estar felicitando a Omega, pero comenzaron a atacarlos poco después, revelándose como un subgrupo dentro del Bullet Club, "BC Firing Squad" (también llamado Bullet Club OG). Hangman Page y Marty Scurll salieron a defender a The Elite, mientras que Chase Owens y Yujiro Takahashi trataría de detener el conflicto. Cody se levantó luego del combate y el nuevo grupo le ofreció una silla para atacar a Omega, negándose y atacando a Guerrilla of Destiny pero siendo sometido rápidamente al verse sobrepasado en números. El BC Firing Squad se retiró del lugar declarándose a sí mismos como el verdadero Bullet Club, y mientras tanto en el ring Cody y Omega se abrazaron, concluyendo su rivalidad y restaurando el liderazgo de Omega del grupo. Hikuleo y Bad Luck Fale se unieron al BC Firing Squad a través de un vídeo llamado "Don't Call It a Comeback" ("No lo llamen un regreso", en español) publicado por el canal oficial de YouTube de G.O.D. Durante una transmisión en vivo por Instagram el 10 de agosto de 2018, Tama Tonga confirmó que Ishimori estaba alineado con el Bullet Club OG. En la final del G1 Clímax 28, el trío de Tama Tonga, Tanga Loa y Taiji Ishimori vencieron al trío de los Young Bucks y Marty Scurll por el Campeonato en Parejas de Peso Abierto 6-Man NEVER.
El 24 de octubre de 2018, Cody anunció a través de su cuenta oficial de Twitter que ya no era un miembro del Bullet Club. En el podcast Talk is Jericho con Chris Jericho el 30 de octubre, Matt Jackson confirmó que él, Cody Rhodes, Kenny Omega, Marty Scurll, Nick Jackson y Adam Page ahora se llamaban simplemente The Elite y que ya no eran parte del Bullet Club. Todos los miembros excepto uno (Scurll) dejaron NJPW y ROH para formar parte de la nueva promoción All Elite Wrestling.

### Liderazgo de Jay White (2018-2023)

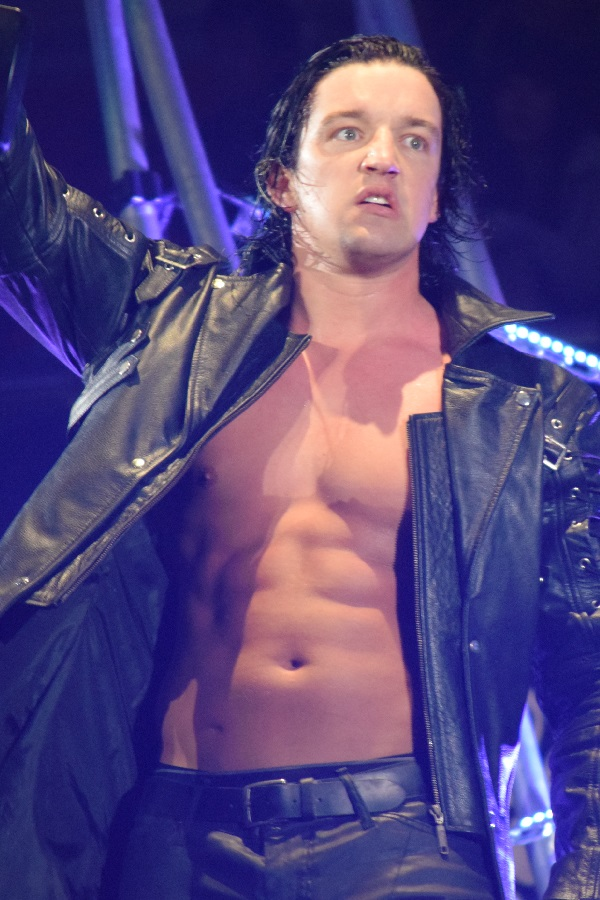
Jay White, quien asumió como el quinto y actual líder del Bullet Club.

El 8 de octubre de 2018, en King of Pro-Wrestling, los antiguos miembros de CHAOS Jay White, Jado y Gedo se unieron al Bullet Club. El luchador australiano Robbie Eagles también fue anunciado como nuevo miembro como compañero de equipo de Ishimori en la Super Jr. Tag League.
Al final de 2018, Taiji Ishimori y Robbie Eagles finalizaron la Super Jr. Tag League en un empate por el cuarto lugar con 3 victorias y 4 derrotas para un puntuaje total de 6, mientras que Tama Tonga y Tanga Loa perdieron en las finales de la World Tag League 2018 contra Los Ingobernables de Japón (Evil & Sanada). Después del torneo, Chase Owens y Yujiro Takahashi se alinearon con The Elite, pero volvieron a unirse al Bullet Club en el evento New Year Dash. El 22 de diciembre, Tama Tonga anunció que White era el nuevo líder del Bullet Club. 
El 4 de enero de 2019, en Wrestle Kingdom 13, White derrotó a Okada en una lucha individual. También durante el evento, Ishimori derrotó a Kushida para ganar el Campeonato Peso Pesado Júnior de la IWGP. En The New Beginning in Osaka, White derrotó a Hiroshi Tanahashi para ganar el Campeonato Peso Pesado de la IWGP. El 23 de febrero, Guerrillas of Destiny capturaría su quinto Campeonato en Parejas de la IWGP al derrotar a Evil y Sanada de Los Ingobernables de Japón en Honor Rising. El 8 de marzo, se anunció que El Phantasmo se uniría al Bullet Club. El 6 de abril, en el evento G1 Supercard en el Madison Square Garden, Guerrillas of Destiny retuvieron el Campeonato en Parejas de la IWGP y a la vez ganaron el Campeonato Mundial en Parejas de ROH de Villain Enterprises (Brody King &PCO) en un Winner Takes All Fatal 4 Way Match que también incluyó a los equipos de Los Ingobernables de Japón (Evil & Sanada) y The Briscoe Brothers (Mark & Jay Briscoe). La misma noche, sin embargo, Taiji Ishimori perdió el Campeonato Peso Pesado Júnior de la IWGP ante Dragon Lee en un combate de triple amenaza que también involucró a Bandido, y en el evento principal Jay White perdió el Campeonato Peso Pesado de la IWGP ante Kazuchika Okada.
Ishimori, Phantasmo y Eagles entrarían en el torneo Best of the Super Juniors, con Ishimori terminando con 14 puntos, Phantasmo con 12 puntos y Eagles terminando con 10 puntos. Ishimori y Phantasmo derrotarían a Roppongi 3K para ganar el Campeonato en Parejas Peso Pesado Júnior de la IWGP el 16 de junio de 2019. El 30 de junio, en el evento Southern Showdown en Sídney, Australia, Robbie Eagles desertó del Bullet Club después de negarse a golpear a Will Ospreay con una silla por órdenes de White, Jado y Bad Luck Fale. En su lugar, Eagles golpeó a White con una súper patada y ayudó a Ospreay a ponerse de pie, después ayudó a Ospreay, Hiroshi Tanahashi y Kazuchika Okada a defenderse de los miembros del Bullet Club, luego de lo cual lo aceptaron como miembro oficial de CHAOS, completando su deserción. El 12 de agosto, en la final del torneo G1 Clímax, Kenta atacó a traición a Tomohiro Ishii y Yoshi-Hashi en una lucha contra Bad Luck Fale y Guerrillas of Destiny, alineándose con el Bullet Club. Después del combate, Kenta fue atacado por Katsuyori Shibata por su traición, pero Shibata fue rápidamente abrumado por los miembros del Bullet Club. En el evento principal, Kota Ibushi derrotó a White para ganar el torneo. El 25 de agosto de 2019, El Phantasmo ganó la Super J-Cup cuando derrotó a Dragon Lee.
El 31 de agosto, en Royal Quest, el primer evento producido independientemente por NJPW en el Reino Unido, Kenta derrotó a Tomohiro Ishii por el Campeonato de Peso Abierto NEVER, ganando así su primer campeonato en NJPW y llevando el título al Bullet Club. En el evento Destruction in Kobe, White derrotó a Tetsuya Naito para ganar el Campeonato Intercontinental de la IWGP en el evento principal.
En Wrestle Kingdom 14, Guerrillas of Destiny perdieron los títulos por parejas ante Juice Robinson y David Finlay, White perdió el Campeonato Intercontinental de nuevo ante Naito, Ishimori y Phantasmo perdieron el Campeonato en Parejas Peso Pesado Júnior de la IWGP ante Roppongi 3K, y de la misma forma Kenta perdió el Campeonato de Peso Abierto NEVER ante Hirooki Goto.
Después de derrotar a Kazuchika Okada en la final de la New Japan Cup 2020, Evil atacó a su compañero de stable Tetsuya Naito y se unió al Bullet Club. La noche siguiente en Dominion in Osaka-jo Hall, Evil derrotó a Naito para convertirse en el Campeón intercontinental y Peso Pesado de la IWGP con la ayuda del también nuevo miembro del Bullet Club, Dick Togo. Después de la lucha, Evil anunció que había tomado el control del Bullet Club en ausencia de White, convirtiéndose en el primer líder japonés del grupo.

### Liderazgo de David Finlay (2023-presente)

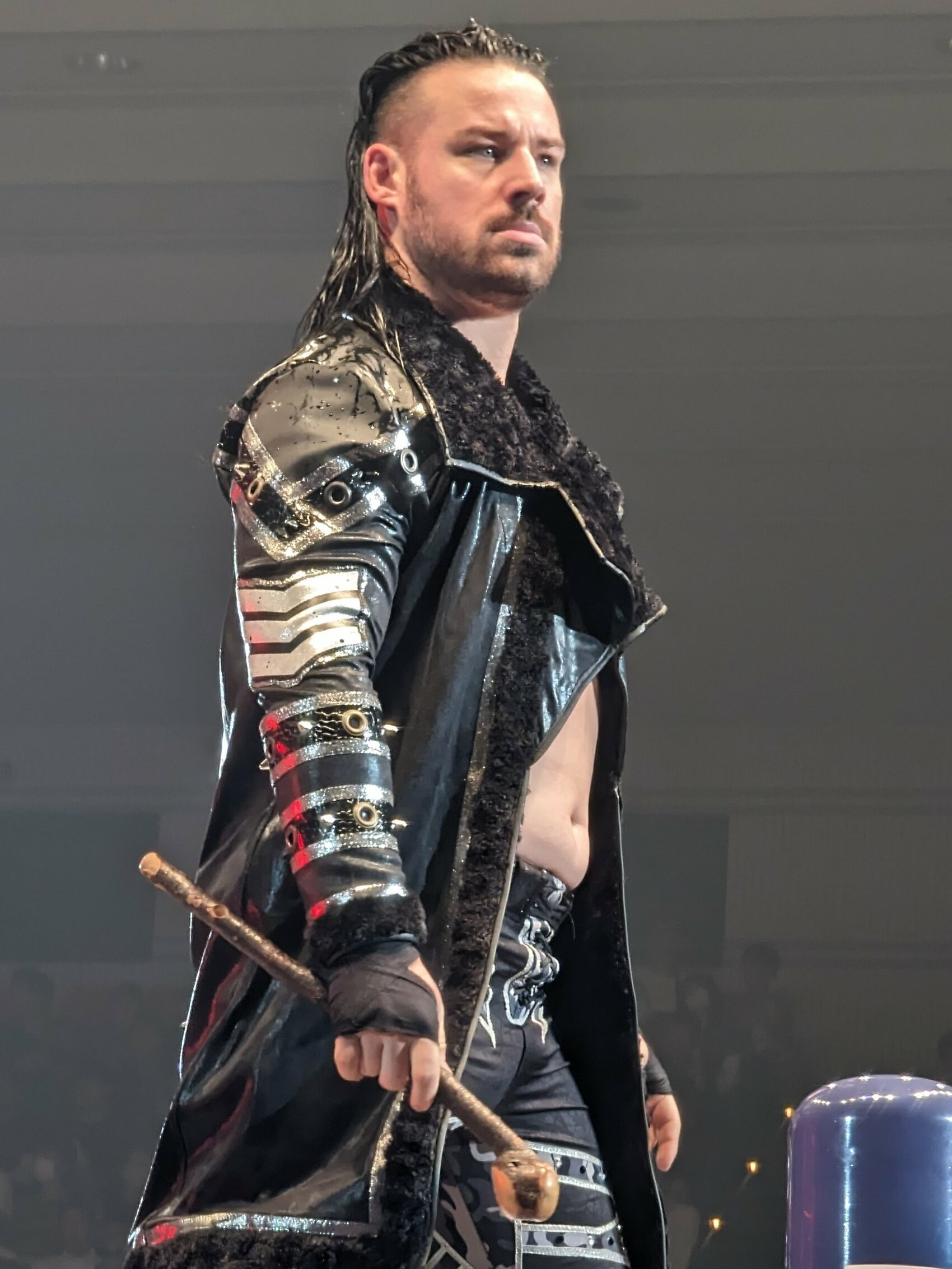
David Finlay, quien asumió como el sexto y actual líder del Bullet Club.

El 5 de marzo, en el NJPW 51st Anniversary, después de que David Finlay derrotara a Tomohiro Ishii en la primera ronda de la New Japan Cup, Gedo realizó una promo después del combate diciendo: "Bullet Club necesita un rebelde", convirtiendo a Finlay en el nuevo líder del Bullet Club.[309] El Phantasmo no estaba contento con esto, ya que afirmó que todos los miembros del Bullet Club habían acordado no atacar a Jay White y expulsarlo del Bullet Club. El Phantasmo se opuso abiertamente a Finlay y en Sakura Genesis, Finlay y Kenta se traicionarían contra Phantasmo después del combate, expulsándolo del Bullet Club. En Capital Collision, Finlay reemplazaría a El Phantasmo con Clark Connors. El 16 de abril, los Natural Classics serían introducidos al subgrupo del Bullet Club, Rogue Army en Tamashii.[310] En Dominion 6.4 en Osaka-jo Hall, Dan Moloney se uniría a Bullet Club después de atacar a Francesco Akira y TJP con Connors después de que ganaran el Campeonato Peso Pesado Junior en Parejas de la IWGP, traicionando a United Empire. La misma noche, Alex Coughlin y Gabe Kidd también se unirían a Bullet Club al atacar a los recién coronados Campeones en Parejas de la IWGP y en Parejas de Peso Abierto Strong Yoshi-Hashi y Goto.[311] El subgrupo de Connors, Coughlin, Finlay, Kidd, Moloney y Gedo sería conocido como Bullet Club War Dogs. En Destruction en Kobe, Yoshinobu Kanemaru se uniría a House of Torture después de ayudar a Sho a derrotar a Taichi por el Campeonato de KOPW, traicionando a Just 5 Guys. El 29 de noviembre, noche 8 de la World Tag League, Gates of Agony (Bishop Kaun y Toa Liona) aparentemente se unirían a House of Torture, pero revelarían que era un truco en el siguiente programa del 1 de diciembre. El 6 de diciembre, Ren Narita se unió a House of Torture después de traicionar a su compañero Shota Umino.
En Wrestle Kingdom 18, Finlay derrotó a Will Ospreay y Jon Moxley para convertirse en el primer Campeón Mundial Peso Pesado de la IWGP. En New Year Dash!!, Bullet Club War Dogs estaba programado para un combate por equipos de diez hombres contra United Empire; sin embargo, el combate nunca comenzó debido a una riña entre ambos establos, que terminó sin resultado. Tras el combate, Ospreay retó a Bullet Club War Dogs a un combate en The New Beginning en Osaka y permitió que Finlay eligiera la estipulación. Finlay convirtió el combate en una lucha en jaula de acero, que posteriormente se oficializó. En The New Beginning en Nagoya, Evil derrotó a Tama Tonga para capturar su tercer Campeonato Peso Pesado NEVER. En The New Beginning en Osaka, Bullet Club War Dogs derrotó a United Empire. En la primera noche de The New Beginning en Sapporo, Sho derrotó a El Desperado para ganar su primer Campeonato Peso Pesado Junior de la IWGP, mientras que Finlay perdió su Campeonato Mundial Peso Pesado de la IWGP ante Nic Nemeth. El 6 de marzo, House of Torture ayudó a Jack Perry a derrotar a Shota Umino en la primera ronda de la New Japan Cup 2024. Tras el combate, Perry aceptó la oferta de House of Torture para unirse al grupo. El 23 de marzo, Coughlin anunció su retiro de la lucha libre profesional. En Sakura Genesis, Evil perdió el Campeonato Peso Abierto NEVER ante Shingo Takagi. El 23 de abril, Jake Lee, de Pro Wrestling Noah, ayudó a Moloney a derrotar a Tetsuya Naito, iniciando un feudo entre Lee y Naito. Lee ha seguido colaborando con War Dogs mientras mantiene un feudo con Naito; sin embargo, NJPW no lo ha reconocido como miembro del grupo y aún mantiene contrato con Pro Wrestling Noah. En Wrestling Dontaku: Noche 2, Finlay derrotó a Nemeth para recuperar el Campeonato Peso Pesado Global de IWGP. El 13 de julio en Noah Destination 2024, el stable de Jake Lee, Good Looking Guys, celebró su combate oficial de disolución en parejas de seis hombres. Lee, Yo-Hey y Tadasuke derrotaron a Jack Morris, Anthony Greene y LJ Cleary. Tras el combate, Gedo le regaló a Lee una camiseta de Bullet Club War Dogs. Lee la aceptó a pesar de la objeción de Morris, antes de atacar a su compañero, que protestaba, y anunciar su marcha de NOAH para unirse a Bullet Club. A principios de octubre, Ishimori anunció que él y un nuevo miembro, que se reveló como Robbie X en Royal Quest IV, competirían en la Super Junior Tag League.[1][2] El 4 de noviembre en Power Struggle, Sanada se unió a Bullet Club War Dogs para ayudar a Finlay a retener su Campeonato Mundial Peso Pesado contra Taichi.
En Wrestle Kingdom 19, Finlay perdió el Campeonato Global mientras que Evil no logró retirar a Hiroshi Tanahashi. Tras esto, Evil se marchó, afirmando haber terminado con la lucha libre, tanto para la promoción como para Japón en general. Los miembros restantes de House of Torture continuaron atacando a Tanahashi, venciéndolo a él, a Toru Yano y a Boltin Oleg por el Campeonato NEVER de 6 Hombres. El 6 de enero de 2025 en New Year Dash!!, Kenta formó equipo con Ishimori, quienes perdieron ante El Desperado y Kushida. Esta sería la última aparición de Kenta en NJPW y como miembro de Bullet Club.[320] En una entrevista posterior al evento, Ishimori anunció que ahora era miembro de Bullet Club War Dogs.[321]
En The New Beginning en Osaka, Evil regresó, tras el combate de Gabe Kidd con Yota Tsuji, para atacarlo a él y a Clark Connors junto al resto de House of Torture. Luego anunció que expulsaría a War Dogs de Bullet Club, iniciando una guerra civil entre las dos subfacciones.[322] En la segunda noche de la New Japan Cup 2025, Chase Owens se unió a War Dogs.[323] Al tercer día, Sanada apareció durante el combate de Finlay y Evil y, aparentemente sin querer, golpeó a Finlay y Gedo, lo que generó tensión durante toda la gira y puso en duda su estatus con War Dogs.[324] El 20 de marzo, War Dogs (Kidd, Moloney e Ishimori) derrotaron a House of Torture (Narita, Takahashi y SHO) en un combate sin título, y procedieron a desafiarlos por sus Campeonatos de Parejas de Seis Hombres de Peso Abierto NEVER en Sakura Genesis. Finlay derrotó a Shota Umino en la final de la New Japan Cup, ganando así la copa por primera vez y trayéndola de vuelta al equipo por primera vez desde 2020, cuando Evil la ganó por última vez. Con esta victoria, se hizo oficial que Finlay desafiaría a Hirooki Goto por el Campeonato Mundial Peso Pesado de la IWGP en Sakura Genesis.[325] El 4 de abril en Sakura Genesis, Sanada traicionó a los War Dogs, costándoles los Campeonatos de Parejas de Seis Hombres de Peso Abierto NEVER, uniéndose a House of Torture en el proceso. Finlay no logró derrotar a Goto por el Campeonato Mundial de la IWGP en el evento principal.[326] En una entrevista posterior al combate, Finlay, junto con los War Dogs (Kidd, Drilla, Connors e Ishimori), retó a House of Torture (Evil, Narita, Sho, Kanemaru y Sanada) a un combate Dog Pound, que posteriormente se oficializó para el 3 de mayo en Wrestling Dontaku: Noche 1. Finlay añadió posteriormente la estipulación de que los perdedores debían abandonar el Bullet Club. En el evento, los War Dogs derrotaron a House of Torture, por lo que HoT se vio obligado a abandonar el Bullet Club. [327]

## Otros medios
En enero de 2016, NJPW anunció un DVD que narraba la historia del Bullet Club y presentaba entrevistas con miembros del stable, que fue lanzado el 30 de marzo de 2016. En enero de 2017, se anunció que el videojuego Tekken 7: Fated Retribution presentaría una camiseta del Bullet Club como atuendo alternativo para todos los personajes.

## Miembros

### Miembros actuales

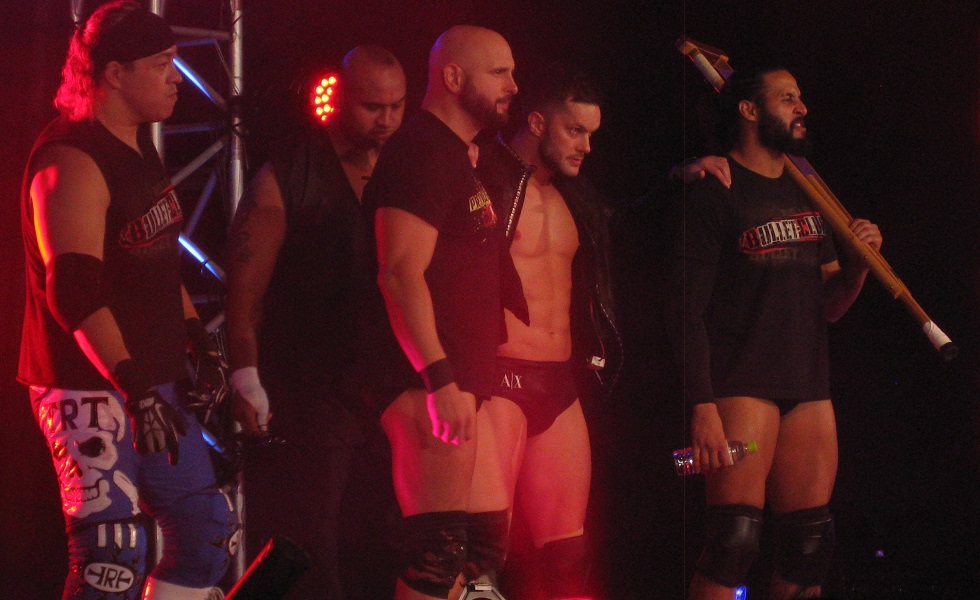
Bullet Club en septiembre de 2013: (de izquierda a derecha) Rey Bucanero, Bad Luck Fale, Karl Anderson, Prince Devitt, y Tama Tonga.

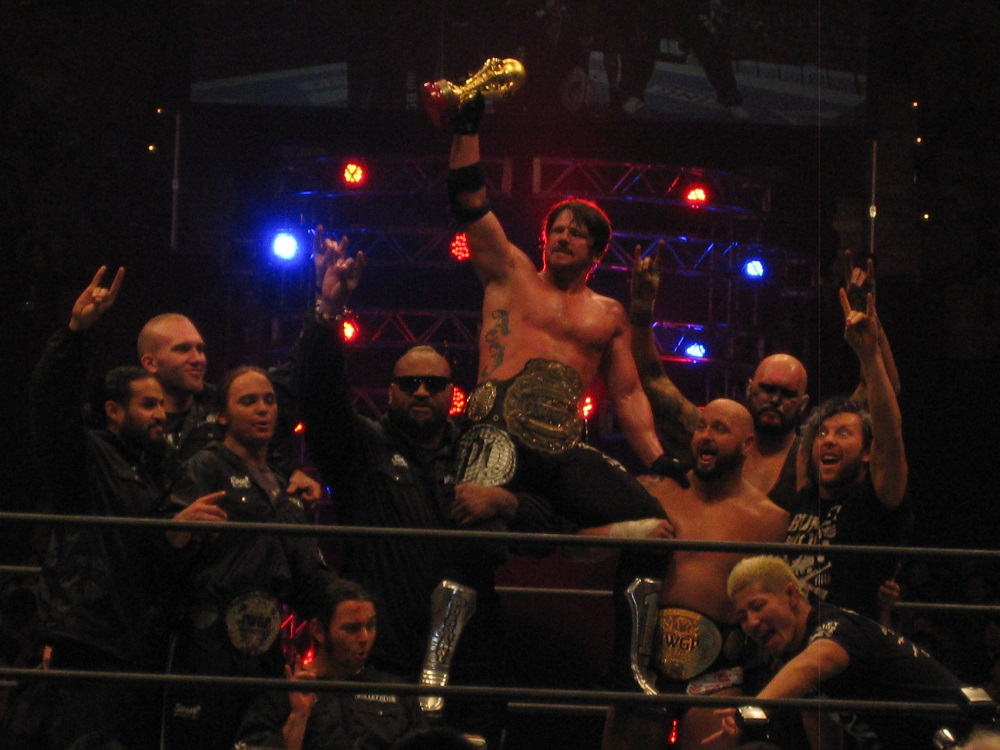
La encarnación del año 2015 del Bullet Club, con A.J. Styles siendo celebrado como el Campeón Peso Pesado de la IWGP, así como Nick Jackson llevando el cinturón del Campeonato en Parejas Peso Pesado Junior de la IWGP y Karl Anderson con el cinturón del Campeonato en Parejas de la IWGP.

| Nombre         | Tiempo                          | Notas                                                                                                  |
| -------------- | ------------------------------- | --- |
| Bad Luck Fale  | 3 de mayo de 2013 – presente    | Se unió como miembro de Bullet Club, siendo uno de los fundadores del grupo.                           |
| Taiji Ishimori | 4 de mayo de 2018 – presente    | Se unió como miembro de Bullet Club, fue presentado por Tama Tonga.                                    |
| Jay White      | 8 de octubre de 2018 – presente | Cuarto líder del Bullet Club. Abandonó NJPW tras perder en Battle in the Valley.                       |
| Gedo           | 8 de octubre de 2018 – presente | Se unió como miembro de Firing Squad BC.                                                               |
| Chase Owens    | 23 de octubre de 2015-presente  | Se unió como miembro de Bullet Club.                                                                   |
| Chris Bey      | 19 de julio de 2021 – presente  | Se unió como miembro de Bullet Club, fue presentado por Jay White.                                     |
| Juice Robinson | 1 de mayo de 2022 – presente    | Se unió como miembro de Bullet Club, luego de atacar a Hiroshi Tanahashi en Wrestling Dontaku.         |
| Ace Austin     | 3 de junio de 2022 – presente   | Se unió como miembro de Bullet Club.                                                                   |
| David Finlay   | 6 de marzo de 2023 – presente   | Sexto líder del Bullet Club, se unió como miembro de Bullet Club.                                      |
| Clark Connors  | 15 de abril de 2023 – presente  | Se unió como miembro de Bullet Club, fue presentado por David Finlay.                                  |
| Drilla Moloney | 4 de junio de 2023 – presente   | Se unió como miembro de Bullet Club, luego de traicionar a Catch 2/2 en Dominion 6.4 in Osaka-jo Hall. |
| Gabe Kidd      | 4 de junio de 2023 – presente   | Se unió como miembro de Bullet Club, luego de atacar a Bishamon en Dominion 6.4 in Osaka-jo Hall.      |
| Austin Gunn    | 24 de junio de 2023 – presente  | Se unieron como miembros de The Bang Bang Gang.                                                        |
| Colten Gunn    | 24 de junio de 2023 – presente  | Se unieron como miembros de The Bang Bang Gang.                                                        |
| Jake Lee       | 13 de julio de 2024-presente    | Se unió como miembro de Bullet Club War Dogs, fue presentado por Gedo en NOAH Destination 2024.        |
| Robbie X       | 20 de octubre de 2024-presente  | Se unió como miembro de Bullet Club, fue presentado por Taiji Ishimori.                                |

### Miembros temporales / colaboradores
| Nombre             | Tiempo                                             | Notas |
| ------------------ | -------------------------------------------------- | --- |
| Prince Devitt      | 3 de mayo de 2013 – 6 de abril de 2014             | Primer líder del Bullet Club y miembro fundador. Dejó oficialmente al grupo para irse a la WWE. |
| A.J. Styles        | 6 de abril de 2014 – 5 de enero de 2016            | Segundo líder del Bullet Club. Fue traicionado por Bullet Club y más tarde abandonó la empresa para irse a la WWE. |
| Cody Hall          | 5 de enero de 2015 – 11 de enero de 2017           | Hall se lesionó más tarde ese mes en Invasion Attack 2016, y se mantuvo al margen hasta enero de 2017, cuando su perfil fue retirado silenciosamente de la página de lista de NJPW, lo que indica su salida de la promoción. |
| Bone Soldier       | 25 de septiembre de 2016 – 1 de marzo de 2017      | El 1 de marzo de 2017, el perfil de Hirasawa fue eliminado del sitio web de NJPW. |
| Kazarian           | 11 de febrero de 2017 – 10 de marzo de 2017        | Dejó el grupo después de traicionarlo, ayudando a su amigo Christopher Daniels en su lucha contra Adam Cole donde Daniels ganaría el título de Ring Of Honor.                                                                |
| Adam Cole          | 8 de mayo de 2016 – 12 de mayo de 2017             | Por órdenes de Kenny Omega fue expulsado del Bullet Club, dando su lugar en el stable a Marty Scurll, más tarde abandonó la empresa para irse a la WWE.                                                                      |
| Cody               | 10 de diciembre de 2016 – 24 de octubre de 2018    | Se unió como miembro de Bullet Club. |
| Matt Jackson       | 25 de octubre de 2013 – 30 de octubre de 2018      | Se unieron como miembros de The Young Bucks. |
| Nick Jackson       | 25 de octubre de 2013 – 30 de octubre de 2018      | Se unieron como miembros de The Young Bucks. |
| Kenny Omega        | 3 de octubre de 2014 – 30 de octubre de 2018       | Tercer líder del Bullet Club. Abandonó NJPW tras perder en Wrestle Kingdom 13. |
| Hangman Page       | 9 de mayo de 2016 – 30 de octubre de 2018          | Se unió como miembro de Bullet Club. |
| Marty Scurll       | 12 de mayo de 2017 – 30 de octubre de 2018         | Se unió como miembro de Bullet Club, reemplazando a Adam Cole. |
| Robbie Eagles      | 8 de octubre de 2018 – 30 de junio de 2019         | Dejó el grupo después de traicionarlo, ayudando a Will Ospreay y luego se uniría a CHAOS. |
| Tama Tonga         | 3 de mayo de 2013 – 19 de febrero de 2022          | Se unió como miembro de Bullet Club, siendo uno de los fundadores del grupo. Fue expulsado del grupo luego de que White traicionó a G.O.D.                                                                                   |
| Tanga Loa          | 12 de marzo de 2016 – 19 de febrero de 2022        | Fue revelado como miembro oficial de Bullet Club presentado por Tama Tonga. Fue expulsado del grupo luego de que White traicionó a G.O.D.                                                                                    |
| Karl Anderson      | 3 de mayo de 2013 – 19 de febrero de 2022          | Dejó oficialmente al grupo para irse a la WWE. Regresó al grupo luego de que Jay White traicionó y expulsó a Guerrillas of Destiny.                                                                                          |
| Doc Gallows        | 23 de noviembre de 2013 – 19 de febrero de 2022    | Dejó oficialmente al grupo para irse a la WWE. Regresó al grupo luego de que Jay White traicionó y expulsó a Guerrillas of Destiny.                                                                                          |
| Jado               | 8 de octubre de 2018 – 13 de marzo de 2022         | Se unió como miembro de Firing Squad BC. Fue expulsado luego de haberse aliado con G.O.D. |
| HIKULEO            | 6 de septiembre de 2017 – 25 de septiembre de 2022 | Se unió como miembro de Bullet Club, reemplazando a Kenny Omega durante el evento Destruction debido a su lesión. Dejó el grupo en Burning Spirit al unirse a G.O.D.                                                         |
| El Phantasmo       | 8 de marzo de 2019 – 8 de abril de 2023            | Fue expulsado luego de ser atacado por KENTA, David Finlay y Taiji Ishimori |
| Alex Coughlin      | 4 de junio de 2023 – 23 de marzo de 2024           | Se unió como miembro de Bullet Club, luego de atacar a Bishamon en Dominion 6.4 in Osaka-jo Hall. Dejó el grupo después de anunciar su retiro de la lucha libre profesional.                                                 |
| Jack Perry         | 6 de marzo de 2024 – 6 de abril de 2025            | Se unió como miembro de House of Torture. |
| KENTA              | 12 de agosto de 2019 – 18 de abril.de 2025         | Se unió como miembro de Bullet Club, luego de traicionar a Tomohiro Ishii y a Yoshi-Hashi. |
| Yujiro Takahashi   | 3 de mayo de 2014 – 3 de mayo de 2025              | Se unió como miembro de Bullet Club luego de traicionar a CHAOS. |
| EVIL               | 11 de julio de 2020 – 3 de mayo de 2025            | Quinto líder del Bullet Club y líder del subgrupo House of Torture. Se unió como miembro de Bullet Club, luego de traicionar a Tetsuya Naito y a Los Ingobernables de Japón.                                                 |
| Dick Togo          | 12 de julio de 2020 – 3 de mayo de 2025            | Se unió como miembro de Bullet Club, fue presentado por EVIL. |
| SHO                | 4 de septiembre de 2021 – 3 de mayo de 2025        | Se unió como miembro de Bullet Club, fue presentado por EVIL, Dick Togo y Yujiro Takahashi, luego de traicionar a YOH. |
| Ren Narita         | 6 de diciembre de 2023 – 3 de mayo de 2025         | Se unió como miembro de House of Torture. |
| Yoshinobu Kanemaru | 24 de septiembre de 2023 – 3 de mayo de 2025       | Se unió como miembro de House of Torture, luego de traicionar a Just Five Guys en Destruction in Kobe. |
| SANADA             | 4 de noviembre de 2024 – 3 de mayo de 2025         | Se unió como miembro de Bullet Club War Dogs. |

| Nombre                   | Primera aparición       |
| ------------------------ | ----------------------- |
| Amber Gallows            | 4 de enero de 2015      |
| La Comandante            | 11 de octubre de 2013   |
| Drew Galloway            | 20 de marzo de 2017     |
| Gino Gambino "Mr. Juicy" | 11 de noviembre de 2017 |
| Jeff Jarrett             | 10 de agosto de 2014    |
| King Haku                | 4 de enero de 2016      |
| Mephisto                 | 18 de enero de 2015     |
| Rey Bucanero             | 5 de septiembre de 2013 |
| Stephen Amell            | 17 de noviembre de 2017 |
| El Terrible              | 5 de julio de 2013      |
| Scott Norton             | 16 de abril de 2022     |

## Subgrupos

### Subgrupos actuales
| Afiliado             | Miembros                                                                                  | Años          | Tipo   | Promoción(es) |
| -------------------- | ----------------------------------------------------------------------------------------- | ------------- | ------ | ------------- |
| Bullet Club War Dogs | Clark Connors Drilla Moloney David Finlay Gabe Kidd Gedo Jake Lee Robbie X Taiji Ishimori | 2023-presente | Stable | NJPW Strong   |
| The Bang Bang Gang   | Jay White Juice Robinson Austin Gunn Colten Gunn                                          | 2023-presente | Stable | AEW ROH       |
| The Gunns            | Austin Gunn Colten Gunn                                                                   | 2023-presente | Equipo | AEW           |

### Antiguos subgrupos
| Afiliado                      | Miembros                                                                                          | Años                | Tipo   | Promoción(es)                   |
| ----------------------------- | ------------------------------------------------------------------------------------------------- | ------------------- | ------ | ------------------------------- |
| Team All In                   | Cody Matt Jackson Nick Jackson                                                                    | 2018-2019           | Trío   | ROH                             |
| Bullet Club Elite "The Elite" | Kenny Omega Matt Jackson Nick Jackson Cody Marty Scurll Hangman Page Yujiro Takahashi Chase Owens | 2018-2019           | Stable | NJPW ROH                        |
| Bullet Club OG "Firing Squad" | Tama Tonga Tanga Loa Taiji Ishimori Jado Gedo Bad Luck Fale Jay White Robbie Eagles Hikuleo       | 2018-2019           | Stable | NJPW                            |
| The Elite                     | Kenny Omega Matt Jackson Nick Jackson                                                             | 2016-2019           | Trío   | NJPW ROH Circuito independiente |
| The Golden Elite              | Kenny Omega Matt Jackson Nick Jackson Kota Ibushi                                                 | 2018                | Stable | NJPW                            |
| Alpha Club                    | Chris Jericho Matt Jackson Nick Jackson                                                           | 2018                | Tercia | Circuito independiente          |
| The Hung Bucks                | Adam Page Matt Jackson Nick Jackson                                                               | 2017-2018           | Tercia | ROH                             |
| Super Villains                | Marty Scurll Matt Jackson Nick Jackson                                                            | 2017-2018           | Tercia | NJPW                            |
| The Young Bucks               | Matt Jackson Nick Jackson                                                                         | 2013-2018           | Equipo | NJPW ROH                        |
| Luxury Trío                   | Cody Kenny Omega Marty Scurll                                                                     | 2017-2018           | Tercia | NJPW ROH                        |
| Bullet Club Latinoamérica     | Rey Bucanero El Terrible Tama Tonga Mephisto La Comandante                                        | 2013-2015           | Stable | CMLL                            |
| Dick & Balls                  | Hangman Page Yujiro Takahashi                                                                     | 2017-2018           | Equipo | NJPW                            |
| The Dream Team                | Kenny Omega Adam Cole Matt Jackson Nick Jackson                                                   | 2016-2017           | Stable | NJPW ROH                        |
| SuperKliq                     | Adam Cole Matt Jackson Nick Jackson                                                               | 2016-2017           | Tercia | NJPW ROH                        |
| Guerrillas of Destiny         | Tama Tonga Tanga Loa                                                                              | 2016-2022           | Equipo | NJPW ROH Impact                 |
| Gedo & Jado                   | Gedo Jado                                                                                         | 2018-2022           | Equipo | NJPW                            |
| The Good Brothers             | Doc Gallows Karl Anderson                                                                         | 2013-2016 2021-2022 | Equipo | Impact NJPW                     |
| Bullet Club's Cutest Tag Team | Taiji Ishimori El Phantasmo                                                                       | 2019-2023           | Equipo | NJPW                            |
| ABC                           | Chris Bey Ace Austin                                                                              | 2022-2024           | Equipo | Impact NJPW Strong              |
| Far East Connection           | Gedo Dick Togo                                                                                    | 2020-2025           | Equipo | NJPW                            |
| House of Torture              | EVIL Dick Togo Yujiro Takahashi SHO Yoshinobu Kanemaru Ren Narita Jack Perry SANADA               | 2021-2025           | Stable | NJPW                            |

1. 
2. 
3. 

## En lucha
- Triple-team finishing moves
  - Anderson y Gallows aplicando el Magic Killer.Omega y The Young Bucks
    - Tiger Hattori Special (Rolling fireman's carry slam into a springboard moonsault by Omega followed by a high-angle senton bomb by Nick followed by a 450° splash by Matt)

  - Styles y The Young Bucks
    - Double superkick (The Young Bucks) / Styles Clash (Styles) combination
- Double-team finishing moves
  - Anderson y Gallows
    - Magic Killer (Aided snap swinging neckbreaker)

  - Fale and Tonga
    - Dawn Raid (Lariat (Fale) / Spear (Tonga) combination)

  - Loa and Tonga
    - Guerrilla Warfare (Aided double arm DDT)

  - The Young Bucks
    - Indytaker (Springboard spike kneeling reverse piledriver)
    - Meltzer Driver (Springboard somersault spike kneeling reverse piledriver)
    - More Bang 4 Your Buck (Rolling fireman's carry slam by Matt followed by a 450° splash by Nick followed by a moonsault by Matt)
    - BTE Trigger (Double Running knee strike)
- Anderson's finishing moves
  - Gun Stun (Cúter)
- Bone Soldier's finishing moves
  - Bone Soldier (Full nelson transitioned into a chokeslam)
- Cody's finishing moves
  - American Nightmare (Modified figure-four leglock)
  - Cross Rhodes (Rolling cúter)
- Cole's finishing moves
  - Last Shot (Vertical suplex dropped onto the knee)
- Devitt's finishing moves
  - Bloody Sunday (Lifting single underhook DDT, sometimes from the top rope)
  - Reverse Bloody Sunday (Lifting inverted DDT)
- Fale's finishing moves
  - Bad Luck Fall (Throwing crucifix powerbomb)
  - Grenade (Chokeslam transitioned into a thumb thrust to the opponent's throat)
- Gallows' finishing moves
  - Gallows Pole / Hangman's Noose (Chokebomb, sometimes from the top rope)
- Hall's finishing moves
  - Razor's Edge (Crucifix powerbomb)
- Mephisto's finishing moves
  - Devil's Wings (Lifting double underhook facebuster, sometimes from the second rope)
- Omega's finishing moves
  - Croyt's Wrath (Electric chair dropped into a bridging Germán suplex)
  - Katayoku no Tenshi / One-Winged Angel (One-handed electric chair driver)
  - V-Trigger (Running knee strike) – 2016
- Owens' finishing moves
  - Package piledriver
- Page's finishing moves
  - Buckshot Lariat (Slingshot lariat)
  - Rite of Passage (Kneeling back-to-belly piledriver)
- Loa's finishing moves
  - Running Samoan drop
  - The Apeshit
- Styles' finishing moves
  - Calf Killer (Calf slicer)
  - Styles Clash (Belly-to-back inverted mat slam, sometimes from the second rope)
- Takahashi's finishing moves
  - Miami Shine (Modified Death Valley bomb)
  - Pimp Juice (DDT to a kneeling opponent) – 2016
  - Tokyo Pimps (Sitout inverted front powerslam)
- Tonga's finishing moves
  - Gun Stun (Cúter) – 2016
  - Headshrinker / Veleno (Double arm DDT)
- Nicknames
  - "Biz Cliz"
  - "Bullet-gun" (Japanese for "Bullet Army")
  - "Good Brothers"
- Entrance themes
  - "Last Chance Saloon" by Deviant and Naive Ted
  - "Shot'Em" by [Q]Brick

## Campeonatos y logros
- Consejo Mundial de Lucha Libre
  - Campeonato Mundial de Peso Pesado CMLL (1 vez) - Terrible
  - Campeonato Mundial en Parejas del CMLL (2 veces) - Terrible y Tonga (1), Bucanero y Tonga (1)
  - Campeonato Nacional Mexicano Peso Ligero (1 vez) - Mephisto

- Family Wrestling Entertainment
  - Campeonato de Peso Pesado FWE (1 vez) - Styles
  - Campeonato por Equipos FWE (1 vez) - The Young Bucks

- Impact Wrestling/Total Nonstop Action Wrestling
  - Impact X Division Championship (1 vez) - Austin
  - Impact/TNA World Tag Team Championship (4 veces) - Gallows & Anderson (2) y Austin & Bey (2)

- National Wrestling Alliance
  - NWA World Heavyweight Championship (1 vez) - Cody
  - NWA World Women's Championship (1 vez) - Amber Gallows

- New Japan Pro-Wrestling
  - IWGP World Heavyweight Championship (1 vez) - White
  - IWGP Heavyweight Championship (5 veces) - Styles (2), Omega (1), White (1) y Evil (1)
  - IWGP Global Heavyweight Championship (2 veces, inaugural) – Finlay
  - IWGP Intercontinental Championship (4 veces) - Fale (1), Omega (1), White (1) y Evil (1)
  - IWGP United States Heavyweight Championship (5 veces) - Omega (1), White (1), Cody (1), Kenta (1) y Robinson (1)
  - IWGP Junior Heavyweight Championship (7 veces) - Devitt (1), Omega (2), Scurll (1) e Ishimori (3)
  - IWGP Tag Team Championship (13 veces) – Anderson & Gallows (3), Loa & Tonga (7), Young Bucks (1) y Fale & Owens (1), Owens & Kenta (1)
  - IWGP Junior Heavyweight Tag Team Championship (12 veces) – Young Bucks (7), Phantasmo & Ishimori (3) y Connors & Moloney (2)
  - NEVER Openweight Championship (6 veces, actual) - Takahashi (1), Kenta (1), White (1), Evil (1), Anderson (1) y Finlay (1)
  - NEVER Openweight 6-Man Tag Team Championship (9 veces) - Fale, Takahashi & Tama Tonga (1), Omega & The Young Bucks (2), Fale, Loa & Tama Tonga (2), Scurll & The Young Bucks (1), Ishimori, Loa & Tama Tonga (1) y Evil, Sho & Takahashi (2)
  - STRONG Openweight Championship (2 veces) - Kenta
  - NJPW STRONG Openweight Tag Team Championship (1 vez) – Coughlin & Kidd
  - Best of the Super Juniors (2013) – Devitt
  - G1 Climax (2016) – Omega
  - New Japan Cup (2020) – Evil
  - New Japan Cup USA (2020) - KENTA
  - Super Jr. Tag Tournament (2013) – The Young Bucks
  - World Tag League (2013 y 2020) – Anderson & Gallows, Tonga y Loa
  - Super J-Cup (2019 y 2020) – Phantasmo

- Revolution Pro Wrestling
  - RPW British Heavyweight Championship (1 vez) - Styles
  - RPW British Cruiserweight Championship (1 vez) - Phantasmo

- Ring of Honor
  - ROH World Championship (3 veces) - Cole (2) y Cody (1)
  - ROH World Television Championship (1 vez) - Scurll
  - ROH World Tag Team Championship (4 veces) - The Young Bucks (4) y Loa & Tonga (1)
  - ROH World Six-Man Tag Team Championship (2 veces) - Page y The Young Bucks (1) y Cody y The Young Bucks (1)
  - ROH Wrestler of the Year (2017) – Cody[96]
  - Tag Team of the Year (2017) – The Young Bucks[97]
  - Best Final Battle Entrance (2017) – Scurll[98]
  - Breakout Star of the Year (2017) – Page[99]
- Squared Circle Wrestling
  - Campeonato por Equipos 2CW (1 vez) - The Young Bucks
- What Culture Pro Wrestling
  - Campeonato de Internet WCPW (1 vez) – Cody
  - Campeonato mundial pesado WCPW (1 vez) – Marty Scurll
- WrestleCircus
  - Campeonato por Equipos Big Top (1 vez) – Roa y Tonga
- Pro Wrestling Illustrated
  - Luchador del Año (2016) Styles
  - Styles clasificado N° 3 de los 500 mejores luchadores individuales en los PWI 500 en 2015
  - Omega clasificado N° 23 de los 500 mejores luchadores individuales en los PWI 500 en 2016
  - Devitt clasificado N° 38 de los 500 mejores luchadores individuales en los PWI 500 en 2013
  - Cole clasificado N° 45 de los 500 mejores luchadores individuales en los PWI 500 en 2016
  - Matt clasificado N° 46 de los 500 mejores luchadores individuales en los PWI 500 en 2016
  - Nick clasificado N° 49 de los 500 mejores luchadores individuales en los PWI 500 en 2016
  - Anderson clasificado N° 70 de los 500 mejores luchadores individuales en los PWI 500 en 2014
  - Gallows clasificado N° 73 de los 500 mejores luchadores individuales en los PWI 500 en 2015
  - Fale clasificado N° 90 de los 500 mejores luchadores individuales en los PWI 500 en 2015
  - Page clasificado N° 190 de los 500 mejores luchadores individuales en los PWI 500 en 2016
  - Owens clasificado N° 222 de los 500 mejores luchadores individuales en los PWI 500 en 2015
  - Tonga clasificado N° 298 de los 500 mejores luchadores individuales en los PWI 500 en 2013
  - Takahashi clasificado N° 303 de las 500 mejores luchadores individuales en los PWI 500 en 2016
  - Roa clasificado N° 324 de los 500 mejores luchadores individuales en los PWI 500 en 2016
  - Hall clasificado N° 359 de las 500 mejores luchadores individuales en los PWI 500 en 2016
- Tokyo Sports
  - Premio Técnica (2016) Omega
- Wrestling Observer Newsletter
  - Luchador del Año (2015) Styles
  - Luchador del Año (2016) Styles
  - Luchador más sobresaliente (2014) Styles
  - Luchador más sobresaliente (2015) Styles
  - Luchador más sobresaliente (2016) Styles
  - Peor gimmick (2016) Bone Soldier
  - Equipo del Año (2014) The Young Bucks
  - Equipo del Año (2015) The Young Bucks
  - Equipo del Año (2016) The Young Bucks
  - Mejor Maniobra de lucha (2014) The Young Bucks' Meltzer Driver
  - Mejor Maniobra de Lucha (2015) Styles' Styles Clash
  - Mejor Maniobra de Lucha (2016) Omega' One-Winged Ángel
  - Lucha 5 estrellas (2016) Omega vs. Tetsuya Naito el 13 de agosto
  - Lucha 6 estrellas (2017) Omega vs. Kazuchika Okada el 4 de enero
  - Lucha 6¼ estrellas (2017) Omega vs. Kazuchika Okada el 11 de junio
  - Lucha 6 estrellas (2017) Omega vs. Kazuchika Okada el 12 de agosto
  - Lucha 5¾ estrellas (2017) Omega vs. Tetsuya Naito el 13 de agosto
  - Lucha 5 estrellas (2018) Omega vs. Chris Jericho el 4 de enero
  - Lucha del Año (2014) Styles vs. Minoru Suzuki el 1 de agosto